# UEFA-Juniorenturnier
Das UEFA-Juniorenturnier (off. International Youth Tournament) war ein von 1948 bis 1980 durchgeführter Wettbewerb für Juniorenmannschaften der europäischen Fußballverbände. Von 1948 bis 1954 wurde das bedeutendste Nachwuchsturnier Europas durch die FIFA und ab 1955 durch die 1954 gegründete UEFA organisiert. Teilnahmeberechtigt waren alle Spieler bis zum vollendeten 18. Lebensjahr, jedoch nicht solche, die bereits einen Profivertrag unterschrieben hatten. Ab dem Jahr 1981 wurde der Wettbewerb von der UEFA unter der Bezeichnung „Junioren-Europameisterschaft“ weitergeführt. Der DFB nahm erstmals 1953 mit einer Juniorennationalmannschaft am Turnier teil, konnte aber bis 1980 keinen Turniersieg erringen. Nur in den Jahren 1954 und 1972 zog die DFB-Jugend in die Finalspiele ein. Dagegen trug sich die Vertretung des DFV aus der DDR in den Jahren 1965 und 1970 zweimal in die Siegerliste ein. Am erfolgreichsten erwies sich die Jugend von England, die alleine acht Turniere gewinnen konnte, darunter auch mit einem Hattrick in den Jahren 1971 bis 1973. Mit vier erfolgreichen Teilnahmen folgt die Sowjetunion auf dem zweiten Rang, Bulgarien rangiert mit drei Triumphen auf dem dritten Platz in der Siegerliste. In den Jahren 1955 und 1956 wurden in Italien beziehungsweise Ungarn nur die Gruppensieger ausgespielt, es wurde kein Finalspiel durchgeführt.

## Geschichte
Als die FIFA im April 1948 erstmals das Juniorenturnier in London durchführte – die Mannschaften waren im Royal Air Force-Lager in Kent untergebracht –, nahmen acht Mannschaften am Turnier teil, darunter die vier Inselteams aus England, Wales, Nordirland und Irland. Vom europäischen Festland waren die Kanalnachbarn Belgien und Niederlande sowie aus Mittel- und Südeuropa Österreich und Italien angereist. Teilnehmer aus Nord- und Osteuropa fehlten gänzlich. Bei der zweiten Austragung im April 1949 in den Niederlanden kam Frankreich hinzu; alle neun A-Jugend-Mannschaften waren gemeinsam in einer Schule in Zeist untergebracht worden. Der auf Anhieb siegreiche Neuling erhielt nach dem Endspiel eine relativ schlichte, gravierte Metalltafel überreicht. Letztmals 1952 in Spanien wurde die internationale Jugendbegegnung im „kleinen Kreis“ mit lediglich sechs Teilnehmern ausgespielt. Als der DFB 1953 im Turnier in Belgien mit seiner Jugendnationalmannschaft debütierte, hatte der Wettbewerb seine Startschwierigkeiten überwunden und neben dem DFB traten im 16er-Teilnehmerfeld auch zum ersten Mal das Saarland, Ungarn – Jugoslawien hatte aber bereits 1951 in Frankreich die sozialistischen Länder vertreten – und Argentinien an. In den Jahren 1954 und 1965 traf sich die europäische Fußball-Jugend in Deutschland. Die DFB-Mannschaft zog 1954 mit Torjäger Uwe Seeler in das Finale ein und belegte 1965 mit Verteidiger Berti Vogts in einem 23er-Teilnehmerfeld den fünften Platz. Nachdem die DDR-Jugend bereits 1954 debütiert hatte, erkannten auch mit Bulgarien, Polen, Rumänien und der Tschechoslowakei 1955 noch weitere Teams aus dem Ostblock die Möglichkeit, ihre Sportjugend durch das UEFA-Juniorenturnier der internationalen Öffentlichkeit präsentieren zu können. In den Jahren 1955 und 1956 wurden keine Turniersieger ausgespielt, nach den Gruppenspielen waren die Turniere in Italien und Ungarn beendet. Der freundschaftliche Charakter der Begegnungen, der internationale Gedankenaustausch und die Völkerverständigung sollten durch den zu starken Vordergrund des Wettbewerbsgedankens der Finalspiele nicht beeinträchtigt werden. DFB-Funktionär Hermann Joch kommentierte diese Erfahrungen aus dem Turnier 1955 in Italien im „Jahrbuch 1956“ mit folgenden Worten:

„Aus diesem Grunde allein schon kann die Anstrengung, mit der die Verantwortlichen des Italienischen Fußball-Verbandes besten Willens die Turnierform von der eines Wettbewerbs in die ausschließliche Form einer Jugendbegegnung umzuändern versuchten, nur als eine platonische Idee bewertet werden. [...] Insofern war Italien für die Verfechter des neuen Gedankens, aber auch für alle die, die gekommen waren den neuen Austragungsmodus zu studieren, eine Enttäuschung oder zumindest eine Bestätigung für die vor den Tagen in Montecatini, vom Spielsystem gefaßte Meinung. [...] Ein Beweis für den Trugschluß der diesmaligen Organisatoren wird noch von einer ganz anderen, unerwarteten Seite her angetreten: es ging um nichts, es ging nicht um Punkte ... aber die Spiele waren dennoch härter und verbissener als in den beiden letzten von uns besuchten Turnieren. Hierin hat also die platonische Austragungsform keine Änderung schaffen können.“

 Vor dem Turnier 1963 in England wurde die Teilnehmerzahl erstmals durch Qualifikationsspiele auf 16 Mannschaften reglementiert – 1964 und 1965 wurden aber nochmals zwei Turniere mit 24 beziehungsweise 23 Nationalteams durchgeführt – bevor dann von 1966 bis 1980 die Teilnehmerzahl konstant auf 16 Teams festgelegt war.
Die Rangliste der erfolgreichsten Teilnehmerländer am UEFA-Turnier spricht vordergründig eindeutig für die Qualität der Jugendarbeit im englischen Profifußball und die Richtigkeit der zentralistischen Vorgehensweise in den sozialistischen Ländern. Durch das in England im Zeitraum des UEFA-Turniers gepflegte System des „Profilehrlings“ – von den Ligavereinen direkt aus der Schule (ab dem 15. Lebensjahr) zur Ausbildung als Lehrling im Profifußball verpflichtete Jugendliche – hatten die Engländer beim europäischen Jugendwettbewerb den großen Vorteil, dass sie als einziges Land „Vollprofis“ einsetzen konnten, weil auf der Insel 17-Jährige schon nach zweijähriger Ausbildung Profiverträge unterzeichnen konnten. Nimmt man die Welt- und Europameisterschaftsturniere im Seniorenfußball von 1950 bis 1980 als Weiterführung und Vollendung des Jugendfußballs hinzu, bekommt das ursprünglich klare Bild Risse. Die englischen Junioren setzten sich mit ihrer überlegenen Kraft, Robustheit und Zweikampfstärke durch, die sie im täglichen Trainingsalltag der Junioren-Abteilungen in den Profivereinen sich angeeignet hatten. Im Seniorenfußball brachte dieses Rezept nur bedingt Erfolg. Es gelang der Titelgewinn 1966 bei der Heim-WM und zwei Jahre später bei der Europameisterschaft 1968 in Italien reichte es zum dritten Rang. Die Erfolge im UEFA-Turnier konnten nicht auf den Seniorenfußball übertragen werden. Die „breite Phalanx“ des Ostblocks im Juniorenbereich hinter England, spiegelt sich auch nicht in den Welt- und Europameisterschaften wider. Die UdSSR kam lediglich bei der WM 1966 in das Halbfinale und bei den Europameisterschaften verzerren die ersten zwei Austragungen mit einem ersten und zweiten Platz das Bild. 1960 und 1964 war die EM noch nicht etabliert, der Wettbewerb wurde als „Europacup der Nationen“ ausgetragen. Es nahmen 1960 auch lediglich 17 von damals 31 der UEFA angeschlossenen Verbänden teil. Erst das dritte Turnier, vom 5. bis 10. Juni 1968 in Italien, wurde offiziell von der UEFA durchgeführt. Körperliche Überlegenheit und Wettkampfhärte aus dem Mutterland des Fußballs und zentralistische Rahmenbedingungen auf den schnellen Erfolg im Juniorenbereich ausgerichtet aus den östlichen UEFA-Verbänden, garantierten keine Weiterentwicklung im Seniorenfußball und somit auch keine vergleichbaren Erfolge.
Zwischen den Juniorenmannschaften der Verbände des DFB und des DFV gab es bei den Turnieren 1960, 1971 und 1975 dreimal direkte Länderspielvergleiche beim UEFA-Juniorenturnier. Beim ersten Aufeinandertreffen in Österreich trennten sich die Mannschaften in Linz 1:1. In der Tschechoslowakei 1971 setzte sich die DFV-Vertretung als Titelverteidiger in Veselí nad Moravou mit 3:1 Toren – zweifacher Torschütze war Jürgen Pommerenke – gegen das Team von DFB-Jugendtrainer Herbert Widmayer durch, ehe der DFB-Elf 1975 beim Turnier in der Schweiz am 9. Mai in Wettingen mit dem gleichen Resultat die Revanche glückte.
Die Aufstellungen der beiden deutschen Teams am 20. April 1960 beim UEFA-Turnier in Österreich:

BRD: Werner Pfeifer (TuS Meerbeck)/ab 49. M. Udo Cieslik (Spandauer SV); Dieter Kurrat (Borussia Dortmund), Jürgen Neumann (1. FC Kaiserslautern), Arnold Cramer (FC Schalke 04); Hermann Marchl (Vfl Marburg), Stefan Reisch (1. FC Nürnberg); Kurt Haseneder (1. FC Nürnberg), Karl-Heinz Bente (Eintracht Gelsenkirchen), Hans-Otto Peters (Union Ohligs), Gerhard Elfert (Arminia Hannover), Jürgen Koch (Westfalia Herne)

DDR: Hans-Georg Moldenhauer (SC Aufbau Magdeburg); Gerhard Prautzsch (SG Dynamo Dresden), Peter Gießner (SC Lokomotive Leipzig), Rolf Starost (SC Dynamo Berlin); Manfred Kupferschmied (SC Aktivist Brieske-Senftenberg), Herbert Pankau (SC Empor Rostock); Arno Zerbe (SC Rotation Leipzig), Günther Schmahl (SC Lokomotive Leipzig), Klaus Heydenreich (Empor Wurzen West), Peter Ducke (SC Motor Jena), Günter Preißler (ASK Vorwärts Leipzig)
Am 9. Mai 1975 traten die zwei Mannschaften in folgender Formation an:

BRD: Harry Schmid (Kickers Offenbach); Manfred Günther (VfB Stuttgart), Horst Weyerich (1. FC Nürnberg), Rainer Lange (SV Darmstadt 98), Hannes Salewski (Schalke 04); Wilfried Hannes, Gert Engels (beide Düren 99), Klaus Allofs (Fortuna Düsseldorf); Winfried Stradt (Eintracht Frankfurt), Peter Sommer, Werner Dorok (beide 1. FC Nürnberg)

DDR: Reinhard Schwerdtner (BFC Dynamo); Mann (Lok Leipzig); Andreas Treske (Lok Leipzig), Norbert Trieloff (BFC Dynamo), Uwe Bloch (Hansa Rostock); Norbert Nachtweih (HFC Chemie, 54. Andreas Bornschein – Lok Leipzig), Jürgen Reske (Rot-Weiß Erfurt), Roland Jüngling (BFC Dynamo, 67. Burkhard Pingel – HFC Chemie); Frank Eitemüller (FC Karl-Marx-Stadt), Martin Iffarth (Rot-Weiß Erfurt), Uwe Grüning (1. FC Magdeburg)
Tore: 0:1 Reske, 1:1 Sommer, 2:1 Allofs, 3:1 Sommer
Ein „ewiger“ Streitpunkt waren die Geburtsangaben der Spieler durch die Verbände der Turnierteilnehmer. Laut Ausschreibung war durch jedes Teilnehmerland der UEFA spätestens 15 Tage vor Beginn des Turniers eine Spielerliste mit genauer, amtlich beglaubigter Angabe des Geburtsdatums zuzustellen. Im Reglement war festgehalten, dass ein Spieler der keinen ordnungsgemäßen Ausweis hat, „wird zur Teilnahme am Turnier nicht zugelassen“. Stichtag bei den Geburtstagen der Spieler war der 1. August. Beim Turnier 1971 in der Tschechoslowakei gab es genau darüber einen Zwischenfall, der ein schlechtes Licht auf die Verantwortlichen der UEFA warf. Nachdem die DFB-Junioren sich in der Qualifikation mit einem 1:0-Auswärtserfolg in Macerata gegen Italien durchgesetzt hatten, trafen sie in der Gruppenphase beim Turnier in der Tschechoslowakei am 22. Mai zuerst auf den Veranstalter und trennten sich mit einem 0:0-Remis. Gleichzeitig setzte sich die DDR mit 5:1 Toren gegen Griechenland durch. Dieser Begegnung war aber durch die UEFA eine Sperre von drei griechischen Spielern vorangegangen, weil sie der für UEFA-Turniere vorgesehenen Altersklassen entwachsen waren. Zwei Tage später, am 24. Mai, gegen die DFB-Mannschaft waren die drei Griechen plötzlich wieder spielberechtigt. Die Widmayer-Truppe verlor gegen die Hellas-Junioren mit 2:4 Toren. Die Griechen hatten zur Meldefrist nur die Geburtsjahre der Spieler angegeben, nichts aber, das über den Stichtag 1. August ausgesagt hätte. Die UEFA ließ sie dennoch zu.

## Erstteilnahmen
Bis 1956 gab es immer mindestens eine Fußballnationalmannschaft, die zum ersten Mal an der Endrunde teilnahm. Die höchste Zahl der Erstteilnehmer wurde 1948 bei der ersten Auflage erreicht. Nachfolgend eine Liste der Erstteilnehmer, jeweils mit den damals gültigen Flaggen und Namen. Außer Argentinien, das 1953 und 1954 teilnahm, nahmen auch in den Jahren, als das Turnier von der FIFA organisiert wurde, nur europäische Mannschaften teil.
| Jahr          | Erstteilnehmer       | Erstteilnehmer       | Erstteilnehmer       | Erstteilnehmer       |
| ------------- | -------------------- | -------------------- | -------------------- | -------------------- |
| 1948          | Belgien              | England              | Irland               | Italien              |
|               | Niederlande          | Nordirland           | Österreich           | Wales                |
| 1949          | Frankreich           | Schottland           |                      |                      |
| 1950          | Luxemburg            | Schweiz              |                      |                      |
| 1951          | Jugoslawien          |                      |                      |                      |
| 1952          | Spanien              |                      |                      |                      |
| 1953          | Argentinien          | BR Deutschland       | Saarland             | Türkei               |
|               | Ungarn               |                      |                      |                      |
| 1954          | DDR                  | Portugal             |                      |                      |
| 1955          | Bulgarien            | Polen                | Rumänien             | Tschechoslowakei     |
| 1956          | Griechenland         |                      |                      |                      |
| 1957 bis 1961 | Keine Erstteilnehmer | Keine Erstteilnehmer | Keine Erstteilnehmer | Keine Erstteilnehmer |
| 1962          | Sowjetunion          |                      |                      |                      |
| 1963          | Schweden             |                      |                      |                      |
| 1964 bis 1968 | Keine Erstteilnehmer | Keine Erstteilnehmer | Keine Erstteilnehmer | Keine Erstteilnehmer |
| 1969          | Malta                |                      |                      |                      |
| 1970          | Finnland             | Norwegen             |                      |                      |
| 1971 und 1972 | Keine Erstteilnehmer | Keine Erstteilnehmer | Keine Erstteilnehmer | Keine Erstteilnehmer |
| 1973          | Dänemark             |                      |                      |                      |
| 1974          | Island               |                      |                      |                      |
| 1975 bis 1980 | Keine Erstteilnehmer | Keine Erstteilnehmer | Keine Erstteilnehmer | Keine Erstteilnehmer |

- Fett geschriebene Mannschaften wurden bei ihrer ersten Teilnahme an einer Endrunde Turniersieger (1955 und 1956 wurde kein Turniersieger ermittelt).
- Kursiv geschriebene Mannschaften waren bei ihrer ersten Teilnahme an einer Endrunde Ausrichter.

## Die Turniere im Überblick
| Jahr | Gastgeber        | Finale                | Finale                   | Finale                | Spiel um Platz drei   | Spiel um Platz drei   | Spiel um Platz drei   |
| Jahr | Gastgeber        | Sieger                | Ergebnis                 | 2. Platz              | 3. Platz              | Ergebnis              | 4. Platz              |
| ---- | ---------------- | --------------------- | ------------------------ | --------------------- | --------------------- | --------------------- | --------------------- |
| 1948 | England          | England               | 3:2                      | Niederlande           | Belgien               | 3:1                   | Italien               |
| 1949 | Niederlande      | Frankreich            | 4:1                      | Niederlande           | Belgien               | 5:0                   | Nordirland            |
| 1950 | Österreich       | Österreich            | 3:2                      | Frankreich            | Niederlande           | 6:0                   | Luxemburg             |
| 1951 | Frankreich       | Jugoslawien           | 3:2                      | Österreich            | Belgien               | 1:0                   | Nordirland            |
| 1952 | Spanien          | 1 Spanien 1           | 0:0                      | Belgien               | Österreich            | 5:5 (Losentscheid)    | England               |
| 1953 | Belgien          | Ungarn                | 2:0                      | Jugoslawien           | Türkei                | 3:2                   | Spanien               |
| 1954 | BR Deutschland   | 1 Spanien 1           | 2:2                      | BR Deutschland        | Argentinien           | 1:0                   | Türkei                |
| 1955 | Italien          | 2 keine Finalspiele 2 | 2 keine Finalspiele 2    | 2 keine Finalspiele 2 | 2 keine Finalspiele 2 | 2 keine Finalspiele 2 | 2 keine Finalspiele 2 |
| 1956 | Ungarn           | 3 keine Finalspiele 3 | 3 keine Finalspiele 3    | 3 keine Finalspiele 3 | 3 keine Finalspiele 3 | 3 keine Finalspiele 3 | 3 keine Finalspiele 3 |
| 1957 | Spanien          | Österreich            | 3:2                      | Spanien               | Frankreich            | 0:0                   | Italien               |
| 1958 | Luxemburg        | Italien               | 1:0                      | England               | Frankreich            | 3:0                   | Rumänien              |
| 1959 | Bulgarien        | Bulgarien             | 1:0                      | Italien               | Ungarn                | 6:1                   | DDR                   |
| 1960 | Österreich       | Ungarn                | 2:1                      | Rumänien              | Portugal              | 2:1                   | Österreich            |
| 1961 | Portugal         | Portugal              | 4:0                      | Polen                 | BR Deutschland        | 2:1                   | Spanien               |
| 1962 | Rumänien         | Rumänien              | 4:1                      | Jugoslawien           | Tschechoslowakei      | 1:1 (Losentscheid)    | Türkei                |
| 1963 | England          | England               | 4:0                      | Nordirland            | Schottland            | 4:2                   | Bulgarien             |
| 1964 | Niederlande      | England               | 4:0                      | Spanien               | Portugal              | 3:2                   | Schottland            |
| 1965 | BR Deutschland   | DDR                   | 3:2                      | England               | Tschechoslowakei      | 4:1                   | Italien               |
| 1966 | Jugoslawien      | Sowjetunion/Italien   | 0:0 n. V. (Zwei Sieger)  |                       | Jugoslawien           | 2:0                   | Spanien               |
| 1967 | Türkei           | Sowjetunion           | 1:0                      | England               | Türkei                | 1:1 (Losentscheid)    | Frankreich            |
| 1968 | Frankreich       | Tschechoslowakei      | 2:1                      | Frankreich            | Portugal              | 4:2                   | Bulgarien             |
| 1969 | DDR              | Bulgarien             | 1:1 n. V. (Losentscheid) | DDR                   | Sowjetunion           | 1:0                   | Schottland            |
| 1970 | Schottland       | DDR                   | 1:1 n. V. (Losentscheid) | Niederlande           | Schottland            | 2:0                   | Frankreich            |
| 1971 | Tschechoslowakei | England               | 3:0                      | Portugal              | DDR                   | 1:1 (5:3 n. E.)       | Sowjetunion           |
| 1972 | Spanien          | England               | 2:0                      | BR Deutschland        | Polen                 | 0:0, 6:5 n. E.        | Spanien               |
| 1973 | Italien          | England               | 3:2 n. V.                | DDR                   | Italien               | 1:0                   | Bulgarien             |
| 1974 | Schweden         | Bulgarien             | 1:0                      | Jugoslawien           | Schottland            | 1:0                   | Griechenland          |
| 1975 | Schweiz          | England               | 1:0 n. V.                | Finnland              | Ungarn                | 2:2 (n. E.)           | Türkei                |
| 1976 | Ungarn           | Sowjetunion           | 1:0                      | Ungarn                | Spanien               | 3:0                   | Frankreich            |
| 1977 | Belgien          | Belgien               | 2:1                      | Bulgarien             | Sowjetunion           | 7:2                   | BR Deutschland        |
| 1978 | Polen            | Sowjetunion           | 3:0                      | Jugoslawien           | Polen                 | 3:1                   | Schottland            |
| 1979 | Österreich       | Jugoslawien           | 1:0                      | Bulgarien             | England               | 0:0 (4:3 n. E.)       | Frankreich            |
| 1980 | DDR              | England               | 2:1                      | Polen                 | Italien               | 3:0                   | Niederlande           |

### Rangliste der erfolgreichsten Nationen
| Rang | Land             | Sieger | 2. Platz | 3. Platz | 4. Platz |
| ---- | ---------------- | ------ | -------- | -------- | -------- |
| 1    | England          | 8      | 3        | 1        | 1        |
| 2    | Sowjetunion      | 4      | 0        | 2        | 1        |
| 3    | Bulgarien        | 3      | 2        | 0        | 3        |
| 4    | Jugoslawien      | 2      | 4        | 1        | 0        |
| 5    | Spanien          | 2      | 2        | 1        | 4        |
| 6    | DDR              | 2      | 2        | 1        | 1        |
| 7    | Italien          | 2      | 1        | 3        | 2        |
| 8    | Ungarn           | 2      | 1        | 2        | 0        |
| 9    | Österreich       | 2      | 1        | 1        | 0        |
| 10   | Frankreich       | 1      | 2        | 2        | 4        |
| 11   | Portugal         | 1      | 1        | 3        | 0        |
| 11   | Belgien          | 1      | 1        | 3        | 0        |
| 13   | Rumänien         | 1      | 1        | 0        | 1        |
| 14   | Tschechoslowakei | 1      | 0        | 2        | 0        |

## Spezielle Rahmenbedingungen im DFB-Bereich
Das erste offizielle Länderspiel der A-Junioren des DFB fand im Rahmen des damals noch unter der Bezeichnung FIFA-Juniorenturnier durchgeführten Wettbewerbs am 31. März 1953 in Lüttich im Gruppenspiel gegen Argentinien statt. Von einer Leistungskonzentration im Jugendbereich konnte noch keine Rede sein, wurde doch sogar bis 1963 im Seniorenbereich des DFB die Leistungsspitze durch die regionalen Fußball-Oberligen Süd, Südwest, West, Nord und die Stadtliga Berlin (West) mit deren Vertragsspielerstatut repräsentiert. Regionale A-Junioren-Meisterschaften wurden 1953 nur in Berlin und in Süddeutschland ausgetragen. In Westdeutschland wurde von 1952 bis 1959 keine Meisterschaft ausgespielt, in Norddeutschland erst ab 1956 und im Südwesten gar erst 1963, im Jahr des Endes der Oberligaära als deutsche Leistungsspitze. Die erste deutsche Meisterschaft der A-Junioren wurde erst 1969 ausgetragen. Das Finale am 13. Juli 1969 in Saarbrücken gewann die A-Jugend des VfL Bochum mit 5:3 Toren gegen den 1. FC Saarbrücken. Im DFV dagegen fanden Jugendmeisterschaften ab dem Jahr 1951 und der Wettbewerb der Jugend-Pokalsieger ab dem Jahr 1952 statt. Mehr zur Sichtung der Jugendländerelf trug vor der sehr späten Einführung der deutschen A-Juniorenmeisterschaft 1969 der ab 1953 eingeführte A-Junioren-Länderpokal der Regionalverbände bei. Aber auch die Einführung der A-Juniorenmeisterschaft ab der Runde 1968/69 konnte noch nicht als tatsächlich wirkungsvolles Hilfsmittel für das Auswahlverfahren der DFB-UEFA-Jugendmannschaften bezeichnet werden. Von 1969 bis 1980 fanden alle zwölf UEFA-Turniere im Monat Mai statt, die Finals der deutschen A-Junioren fanden im gleichen Zeitraum elf Mal im Juli und ein Mal im Juni statt. Die im weitesten Sinn vergleichbaren Endrunden um die deutsche Meisterschaft in der Oberliga-Ära von 1954 bis 1962 (vor den jeweiligen Weltmeisterschaftsturnieren) fanden sportlich begründet immer vor den WM-Turnieren statt und konnten somit als letzte Formüberprüfung und Fingerzeig zur Auswahl der WM-Fahrer eingesetzt werden. Dies entfiel bei der DFB-Jugend völlig. Dazu passt beispielhaft das UEFA-Turnier 1969 in der DDR. Vom 18. bis 22. Mai trug die damalige DFB-Jugendauswahl ihre drei Gruppenspiele gegen Bulgarien (späterer Turniersieger gegen die DDR), Frankreich und Spanien aus. Mit 2:4 Punkten schied die Mannschaft um die späteren Bundesligafußballer Jürgen Sobieray, Rolf Rüssmann, Klaus Scheer, Klaus Beverungen, Franz Hiller, Uli Hoeneß und Paul Breitner aus. Von dem ersten Deutschen A-Juniorenmeister VfL Bochum – Finale am 13. Juli 1969 – gehörte kein Spieler dem DFB-Aufgebot für das UEFA-Turnier an. Für Torhüter Jörg Daniel und die Feldspieler Hans-Günter Etterich, Klaus-Peter Kerkemeier sowie insbesondere Hans-Jürgen Köper kam der Titelgewinn zu spät. Die deutsche Meisterschaft der Bochumer war aber keine „Eintagsfliege“ gewesen, die VfL-Jugend feierte in den Jahren 1966, 1967, 1969 und 1970 im Regionalverband West den Meistertitel. In der Leistungsforcierung im Jugendbereich des DFB ging es auch in den nächsten Jahren betulich weiter. Der DFB stellte erstmals 1970 mit Herbert Widmayer einen DFB-Trainer mit dem speziellen Aufgabengebiet der Jugendnationalmannschaft an, der mit dem Turnier 1978 in der Sowjetunion seine Tätigkeit aus Altersgründen beendete und danach durch den vormaligen Bundesligatrainer Dietrich Weise ersetzt wurde. In den Jahren zuvor fiel die Jugendauswahl in den Aufgabenkreis der Assistenten – Dettmar Cramer (1953–59), Helmut Schön (1960–63), Dettmar Cramer (1964–66), Udo Lattek (1967–69) – des Bundestrainers. 1977 wurde als Unterbau der A-Junioren die deutsche Meisterschaft der B-Jugendlichen eingeführt und Mitte der 1990er (1995/96 und 1996/97) kam der erste Schritt auf dem Weg der Leistungskonzentration im Jugendleistungsfußball mit A-Junioren-Regionalligen auf den Weg. Ab der Saison 2003/04 wurde die Konzentration fortgeführt und erstmals in regionalen A-Junioren-Bundesligastaffeln Meisterschaftsrunden ausgetragen.

Als beispielhaft für die Einstellung und Vorgehensweise in den ersten zwei Jahrzehnten des UEFA-Turniers aus Sicht des deutschen Fußballs werden Auszüge aus dem Bericht des damaligen verantwortlichen DFB-Trainers Helmut Schön nach dem Turnier 1961 in Portugal – die DFB-Elf belegte den dritten Rang – aufgeführt:

„Im Spätsommer jeden Jahres beginnt die Talentesichtung auf breitester Basis. In Kreisen und Bezirken werden Auswahlmannschaften aufgestellt, die in einer Konkurrenz den Landessieger ausspielen. Kritischen Auges beobachten unsere Verbandssportlehrer diese Spiele und vereinigen die besten Spieler davon zu Landes-Auswahlmannschaften und schließlich zur Auswahl des Regional-Verbandes. Aus fünf Mannschaften von Nord, West, Süd, Süd-West und Berlin, die den Jugend-Länderpokal des Deutschen Fußball-Bundes ausspielen, wird endlich der Spielerkreis gebildet, der im Februar und März einige Probespiele absolviert und schließlich noch ein Länderspiel vor dem Turnier durchführt. [...] Wir wollen das mit Punkten und Toren gemessene Abschneiden bei diesen Turnieren nicht zu wichtig einschätzen, vergessen aber andererseits nicht den großen Wert, den die Teilnahme an diesem Jugendtreffen für unseren Nachwuchs und damit den deutschen Fußball hat. Die Teilnahme einer deutschen Jugendauswahl soll und muß stets unter dem Gedanken stehen, daß es uns nicht darum geht, mit allen Mitteln erfolgreich zu sein. Es kommt uns darauf an, mit den Jugendvertretungen anderer Länder zusammenzutreffen, Gedanken auszutauschen und freundschaftliche Bande zu schließen, aber wir sehen in diesem Turnier auch die Gelegenheit, unsere begabtesten Jugendlichen beizeiten mit dem internationalen Fußball vertraut zu machen, ihnen Erfahrungen zu vermitteln und ihnen den Ansporn zu geben, sich durch die Beobachtungen der Leistungen anderer weiterzubilden und das eigene Können zu verbessern. Vergessen wir nicht, daß sich im Laufe der Jahre gerade aus den Teilnehmern an diesen großen Turnieren hervorragende Spieler für unsere Vereins- und Ländermannschaften entwickelt haben.“

Der DFB führte vom 2. bis 7. Januar 1961 in der Sportschule Saarbrücken unter Leitung von DFB-Trainer Helmut Schön einen Lehrgang von Jugendspielern durch, der der Vorbereitung auf das internationale Jugendturnier dienen sollte, das in der Zeit vom 28. März bis 10. April in Portugal stattfand. An dem Kursus nahmen nachfolgend aufgezeichnete Spieler teil: Torhüter: Maier (FC Bayern München), Kretzler (SV Waldhof), Jacobsen (Heider SV) fehlte wegen Verhinderung. Verteidiger: Fritz (FSV Oggersheim), Kiefaber (FV Otterbach), Patzke (Minerva 93 Berlin), Wirth (Hamborn 07), Kraus (SV Waldhof), Matz (Göttingen 05). Läufer: Feckl (Hertha BSC), Germann (Hasper SV), Voss (TuS Hiltrup), Kahn (Karlsruher SC), Grieben (Germania Schnelsen), Ebert (Altona 93). Stürmer: Daußmann (FC Münchweiler), Lauer (1. FC Saarbrücken), Rühl (SpVgg Weisenau), Krampitz (Hertha Zehlendorf), Holland (Kickers Berlin), Libuda (FC Schalke 04), Penktwitt (Glückauf Sterkrade), Overath (SV Siegburg 04), Schreven (Alemannia Aachen), Wild (Karlsruher SC), Kappermann (SV Darmstadt 98), Boyens (Preetzer TSV), Vogler (Hamburger SV), Elfert (Arminia Hannover).
Neben der fehlenden Leistungskonzentration im Jugendfußball bis in die Mitte der 1990er-Jahre, war auch die damalige als normal geltende Vereinszugehörigkeit der Spieler in diesen Jahrzehnten eine Besonderheit, die nicht vergleichbar mit den führenden Nationen im UEFA-Turnier war. Elternhaus, Schule und Berufsausbildung gingen grundsätzlich vor, war das abgeschlossen, dann konnte von einem Vereinswechsel zu einem Großverein im regionalen Umfeld gesprochen werden. Schön führt in seinem Bericht über das Portugal-Turnier 1961 auch die Vereinsnamen der 16 Portugal-Fahrer auf:
Sepp Maier (Bayern München), Horst Sundermann (Rot-Weiß Oberhausen), Karl-Heinz Wirth (Hamborn 07), Lothar Hensel (SV Sodingen), Bernd Patzke (Minerva 93 Berlin), Klaus German (Hasper SV), Heinz-Rüdiger Voß (TuS Hiltrup), Rolf Kahn (Karlsruher SC), Horst Grieben (Germania Schnelsen), Fritz Boyens (Preetzer TSV), Reinhard Libuda (Schalke 04), Wolfgang Overath (SV Siegburg 04), Rainer Waberski (Heider SV), Gerhard Elfert (SV Arminia Hannover), Horst Wild (Karlsruher SC), Claus Vogler (Hamburger SV).
Die Spieler von Bayern München, Rot-Weiß Oberhausen, Hamborn 07, Karlsruher SC, Schalke 04 und dem Hamburger SV waren in ihren Heimatstädten aufgewachsen und gehörten den Jugendabteilungen der damaligen Oberligisten an. Patzke, Voss, Boyens, Overath, Waberski und Elfert wechselten, wie damals noch üblich, erst mit dem Eintritt in den Seniorenbereich zu Vereinen der Oberliga. Voss und German spielten vorher schon 1958 in der Schülernationalmannschaft gegen England, wie dies bei dem Siegburger Talent Wolfgang Overath 1959 auch in zwei Spielen gegen England der Fall war. Nach der A-Jugend wurde in der Regel der Wechsel zum führenden Verein der Region vollzogen. Die Karrierestationen der späteren Nationalspieler Schnellinger, Netzer, Vogts, Bonhof, Wolfgang Weber, Breitner, Hoeneß, Kapellmann, Nigbur, Pirrung, Rüssmann, Geye, Kargus, Körbel, Schumacher, Stielike und Zaczyk unterstreichen diese Feststellung.

Auch die angeführten Grundwerte im Jugendfußball des damaligen DFB-Juniorentrainers Dietrich Weise, die er nach der Analyse des Jubiläumsspiels der FIFA zwischen Argentinien und der Niederlande am 22. Mai 1979 in Bern, auf die Jugendarbeit bezogen postuliert hatte, zeigen sogar am Ende der Ära des UEFA-Jugendturnieres noch immer spezielle DFB-Eigenheiten auf:

„[...] Eine Frage gehört an den Anfang: Um was spielen wir? Sicher um den Sieg, um die Meisterschaft, schon bei den Jüngsten und erst recht in den höheren Alters- und Leistungsklassen. Aber an erster Stelle muß doch bei allem Streben nach dem augenblicklichen Erfolg die Forderung stehen, das zu erlernen, was in diesem Spiel zwischen Holland und Argentinien so großartig dargeboten wurde. Es darf nicht so sein, daß unsere Jungen und Jüngsten eher lernen, zu gewinnen, als zu spielen – wie es ein englischer Trainer vor Jahren einmal ausdrückte, als man drüben in der Presse die Ursachen für eine enttäuschende Periode der Nationalmannschaft diskutierte. Wir brauchen im Jugendbereich außer der selbstverständlichen – nur leider zu oft vernachlässigten – Grundlage der Technik und dem richtigen taktischen Verhalten die Risikobereitschaft, die aktive Bereitschaft eines jeden, Verantwortung mitzutragen. Denn nicht nur der Spitzenfußball erwartet sie von den heranwachsenden Jugendspielern. Und wir haben in diesem Bereich noch viel zu lernen, zu üben. Wir müssen guten Vorbildern nacheifern und weniger erfreuliche Entwicklungen stoppen.“

Wie gehabt, plagte sich der zuständige DFB-Trainer Dietrich Weise in der Vorbereitung auf das 33. und letzte UEFA-Turnier, im Mai 1980 in der DDR, mit den alljährlichen terminlichen Problemen herum: Endphase in der Bundesliga und Landesmeisterschaften der Jugend, bevorstehende Prüfungstermime in der Schule und Beruf, Mehrfachbelastung im Jugend- und Seniorenbereich, erste Vertragsabschlüsse. Alfred Finkbeiner, Vorsitzender im DFB-Jugendausschuss und Mitglied der UEFA-Juniorenkommission bemerkte zu der nicht kontinuierlich verlaufenden Entwicklung der Jugendtalente:

„Das ist eine langjährige Erfahrung. Talente, die uns schon mit 16 aufgefallen sind, spielen mit 17 vielfach besser als später mit 18". Das erklärt sich vielfach mit Überlastung in Berufsausbildung und Schule, im Verein und in Auswahlteams.“

 In der Qualifikation hatte die DFB-Jugend Luxemburg ausgeschaltet und hatte es beim Turnier in der Gruppe C in Pirna, Gommern und Braunsbreda mit dem späteren Finalisten Polen (2:3), Finnland (6:2) und Rumänien (0:1) zu tun gehabt. Mit 2:4 Punkten belegte die Weise-Mannschaft hinter den ungeschlagenen Polen (6:0 Punkte) und Rumänien (4:2 Punkte), vor den punktlosen Finnen, den dritten Gruppenplatz. Insgesamt enttäuschte der Auftritt der deutschen Elf. Der Düsseldorfer Mittelstürmer Thiele zeichnete sich mit vier Treffern aus. Das letzte Turnierspiel einer DFB-Elf in der Geschichte des UEFA-Turniers bestritt die A-Juniorenmannschaft am 20. Mai 1980 in Braunsbreda in der 4:3:3-Formation gegen Rumänien in folgender Besetzung:
Ralf Collmann (1. FC Saarbrücken); Ralf Sievers (Lüneburger SK), Michael Nushöhr (Ulm 1846), Thomas Siewert (Schalke 04), Martin Trieb (FC Augsburg); Günther Schäfer (VfB Stuttgart), Harald Kügler (Schalke 04), Michael Opitz (Schalke 04)/57.M. Reinhold Mathy (Bayern München); Helmut Winklhofer (Bayern München), Günter Thiele (Fortuna Düsseldorf), Axel Brummer (1. FC Kaiserslautern)/57. M. Leo Bunk (FC Augsburg). In den zwei vorherigen Gruppenspielen waren auch noch Alois Reinhardt (1. FC Nürnberg) und Ralf Loose (Borussia Dortmund) zum Einsatz gekommen.

### Turnierspieler der DFB-Mannschaften
Auflistung der Jugendnationalspieler des DFB, die seit der erstmaligen Teilnahme im Jahre 1953 beim UEFA-Turnier die deutschen Farben vertreten und sich anschließend im Seniorenbereich erfolgreich – in den damaligen Fußball-Oberligen bis 1962/63, Fußball-Regionalligen (1963/64 bis 1973/74), sowie in der 2. Fußball-Bundesliga (ab 1974/75) und Fußball-Bundesliga (ab 1963/64) –, behauptet haben:
- 1953: Hermann Hannes, Hans Besten, Gerhard Scholz, Uwe Seeler, Klaus Stürmer, Ernst-Günter Habig, Eckehard Feigenspan, Karl Hoffmann, Jürgen Werner, Rudi Matheus, Ulrich Muhl, Louis Buderus
- 1954: Manfred Eglin, Norbert Wels, Hans Schmidt, Karl Hoffmann, Hans Mecke, Günter Jäger, Wolfgang Reichmann, Siegfried Wagner, Hermann Nuber, Ernst-Günter Habig, Uwe Seeler, Heinz Simmer, Ludwig Landerer, Ulrich Muhl, Uwe Stothfang, Dieter Örgel, Klaus Gullasch
- 1955: Franz-Josef Sarna, Hans Reichert, Horst Zimmermann, Klaus Fritzinger, Winfried Micke, Heinz Kempf, Ludwig Landerer, Herbert Kurwan, Willi Koslowski, Hans Nowak, Rudolf Kölbl, Horst Jesih, Dieter Backhaus
- 1956: Hans Jäger, Vitus Sauer, Hans Lechner, Horst Zimmermann, Friedrich Blum, Dieter Buschmann, Winfried Micke, Walter Schmidt, Horst Meyer, Werner Olk, Manfred Berz, Helmut Laszig, Reinhold Wischnowsky, Marian Foitzik
- 1957: Fritz Kosar, Rolf Bierhoff, Fritz Pott, Karl-Heinz Schnellinger, Uwe Witt, Winfried Mittrowski, Egon Horst, Werner Schneider, Johann Sabath, Günter Herrmann, Reinhold Wischnowsky, Siegfried Gast, Günter Wohlgemuth, Peter Grosser, Otto Keller
- 1958: Peter Kunter, Wolfgang Höfig, Friedel Rausch, Fritz Hempler, Norbert Stoll, Ernst Kuster, Willibert Kremer, Willi Langemann, Jürgen Sundermann, Wolfgang Solz, Dieter Nasdalla, Heinz Winterling, Konrad Heidner, Günter Herrmann
- 1959: Peter Kunter, Kurt Krauß, Anton Regh, Karl-Heinz Bente, Hubert Stapelfeldt, Heinz Godyla, Jürgen Neudorf, Ernst Kreuz jun., Werner Ipta, Gustav Flachenecker, Alfred Heiß, Udo Nix, Jürgen Wähling
- 1960: Werner Pfeifer, Holger Rupprecht, Dieter Kurrat, Arnold Cramer, Karl-Heinz Bente, Jürgen Neumann, Hermann Marchl, Hans-Otto Peters, Gerhard Elfert, Stefan Reisch, Kurt Haseneder, Jürgen Koch
- 1961: Sepp Maier, Lothar Hensel, Karl-Heinz Wirth, Bernd Patzke, Klaus Germann, Heinz-Rüdiger Voß, Rolf Kahn, Wilhelm Friedrich Boyens, Wolfgang Overath, Rainer Waberski, Gerhard Elfert, Horst Wild, Reinhard Libuda
- 1962: Sepp Maier, Karl-Heinz Wirth, Wilfried Fricke, Dieter Strauß, Wolfgang Weber, Rolf Kahn, Klaus Beckfeld, Karl-Heinz Bechmann, Horst Stockhausen, Reinhard Libuda, Wolfgang Overath, Rainer Waberski, Horst Wild, Gerd Saborowski
- 1963: Peter Löwer, Wolfgang Mühlschwein, Walter Müller, Jürgen Rumor, Ferdinand Heidkamp, Josef Weilbächer, Uwe Kleina, Helmut Sandmann, Klaus Zaczyk, Udo Glaser, Willi Dürrschnabel, Günter Netzer, Gerfried Krallert
- 1964: Dirk Krüssenberg, Dieter Stolze, Berti Vogts, Franz Beckenbauer, Georg Jung, Werner Waddey, Detlef Kemena, Dieter Schollbach, Ulrich Kallius, Udo Glaser, Dieter Reh, Werner Grau
- 1965: Norbert Nigbur, Heiner Schmieh, Berti Vogts, David Scheu, Detlef Kemena, Horst Köppel, Walter Bechtold, Ludwig Bründl, Dieter Schollbach, Egon Köhnen, Alfred Kohlhäufl, Karl-Heinz Kamp, Heinz Reinhard, Manfred Mattes, Volker Rapp
- 1966: Norbert Nigbur, Egon Köhnen, Günter Keifler, David Scheu, Hermann Bredenfeld, Heiner Schmieh, Horst Köppel, Karl-Heinz Handschuh, Rainer Budde, Heinz Flohe, Friedhelm Strzelczyk, Dieter Schollbach, Hans-Jürgen Hellfritz
- 1967: Gerhard Heinze, Horst Bertram, Ewald Schäffner, Günter Keifler, Bernd Martin, Egon Schmitt, Josef Pirrung, Rainer Zobel, Roland Weidle, Jürgen Fuhrmann, Herbert Höbusch, Klaus Brakelmann, Helmut Roth, Reinhold Ballmann
- 1968: Rolf Birkhölzer, Erwin Braun, Heinz Koch, Helmut Roth, Amand Theis, Reiner Geye, Hans-Josef Kapellmann, Hubert Genz, Winfried Schäfer, Johannes Riedl, Rudolf Koch, Werner Pöhler
- 1969: Bernd Schrage, Jürgen Sobieray, Klaus Hommrich, Emil Krause, Dieter Ungewitter, Rolf Rüssmann, Franz Hiller, Paul Breitner, Uli Hoeneß, Klaus Scheer, Klaus Beverungen, Kurt-Jürgen Lorenz, Herbert Liedtke
- 1970: Bernd Schrage, Peter Reichel, Hartmut Huhse, Paul Breitner, Helmut Miehe, Lothar Skala, Uli Hoeneß, Rainer Bonhof, Klaus Beverungen, Volker Graul, Günter Dalaker, Heinz Ridderbusch, Willi Schuster
- 1971: Rudi Kargus, Harald Konopka, Manfred Kaltz, Hans-Dieter Seelmann, Hartmut Huhse, Ronald Worm, Gernot Rohr, Paul Holz, Walter Krause, Michael Sziedat, Jürgen Glowacz, Peter Lübeke, Hans-Dieter Schmitz, Norbert Heßling
- 1972: Helmut Roleder, Rainer Blechschmidt, Georg Bosbach, Peter Krobbach, Karl-Heinz Körbel, Herbert Hein, Ronald Worm, Kurt Eigl, Dieter Müller, Bernd Dürnberger, Wolfgang Kraus, Herbert Neumann, Günter Selke
- 1973: Hugo Robl, Uli Stielike, Karl-Heinz Körbel, Horst Bender, Heinz Wilhelmi, Benno Möhlmann, Bernd Thiele, Rüdiger Abramczik, Egon Bihn, Norbert Ivangean, Uwe Erkenbrecher
- 1974: Nicht beim Turnier/Qualifikationsspiele gegen Rumänien verloren: Horst Dreher, Hans-Jürgen Salewski, Richard Mamajewski, Bernd Thiele, Bernd Förster, Helmut Nickel, Karl Del’Haye, Rüdiger Abramczik, Franz Michelberger, Gerd Strack, (Trainer Herbert Widmayer musste im zweiten Qualispiel auf seinen gesperrten Libero Bernd Thiele verzichten)
- 1975: Harry Schmid, Horst Weyerich, Manfred Günther, Rainer Lange, Gert Engels, Hans-Jürgen Salewski, Wilfried Hannes (Vater Hermann war Torhüter der ersten DFB-Juniorenländerelf 1953), Klaus Allofs, Winfried Stradt, Hans-Jürgen Gede, Werner Dorok, Peter Sommer, Ulrich Bittcher, (Karlheinz Förster konnte infolge einer Sperre nicht am Turnier teilnehmen)
- 1976: Harry Schmid, Dietmar Klinger, Norbert Dörmann, Karlheinz Förster, Gerhard Busch, Klaus Augenthaler, Ulrich Bittcher, Rudi Bommer, Ronald Borchers, Rudi Gores, Peter Stichler, Hans-Dieter Wacker, Werner Dorok
- 1977: Walter Junghans, Andreas Karow, Bernd Dierßen, Holger Willmer, Wolfgang Patzke, Ludger van de Loo, Dietmar Grabotin, Harry Klein, Lutz Gerresheim, Herbert Demange, Michael Geiger, Uwe Höfer, Michael Harforth, Werner Dreßel, (Turnier ohne Kapitän und Libero Norbert Dörmann)
- 1978: Uwe Greiner, Thomas Kruse, Thomas Siewert, Bernd Gorski, Bernd Schuster, Michael Geiger, Thomas Kroth, Ralf Dusend, Thomas Allofs, Ralf Augustin, Thomas Remark, Karl-Heinz Bührer, Dieter Allig, (Kapitän und Spielmacher Bernd Dierßen wegen einer Meniskusoperation ausgefallen)
- 1979: Peter Wienen, Norbert Schlegel, Winfried Geier, Jochen Müller, Jonny Otten, Michael Geiger, Lothar Matthäus, Markus Mohren, Fred Schaub, Theo Schneider, Thomas Brunner, Stephan Engels, Dieter Wohlfarth, Thomas Siewert
- 1980: Ralf Collmann, Ralf Sievers, Alois Reinhardt, Martin Trieb, Ralf Loose, Reinhold Mathy, Harald Kügler, Michael Opitz, Leo Bunk, Günter Thiele, Michael Nushöhr, Helmut Winklhofer, Axel Brummer, Günther Schäfer, Thomas Siewert/(3. Turnierteilnahme)

### Turnierspiele und Platzierungen der DFB-Mannschaften
- 1953: Argentinien (3:2), Spanien (1:5), England (1:3), Luxemburg (2:3); 8. Turnierplatz
- 1954: Saarland (6:1), Nordirland (6:1), England (2:2); 1. Gruppenplatz; Türkei (2:1, HF), Spanien (2:2, Finale); 2. Turnierplatz
- 1955: Portugal (0:0), Italien (0:1); 2. Gruppenplatz
- 1956: Ungarn (0:0), Bulgarien (1:0), England (1:2); 2. Gruppenplatz
- 1957: Italien (0:2), Türkei (1:2); 3. Gruppenplatz
- 1958: Österreich (2:1), Tschechoslowakei (3:1), Belgien (2:2), Italien (1:1); 2. Gruppenplatz
- 1959: Jugoslawien (1:0), Bulgarien (0:2), Niederlande (1:0); 2. Gruppenplatz
- 1960: Türkei (1:0), Ungarn (1:1), DDR (1:1); 2. Gruppenplatz
- 1961: Belgien (4:0), Rumänien (0:0), Niederlande (3:0); 1. Gruppenplatz; Polen (1:2, HF), Spanien (2:1); 3. Turnierplatz
- 1962: Portugal (1:1), Belgien (1:1), Rumänien (0:3); 4. Gruppenplatz
- 1963: Griechenland (2:7), Schottland (2:1), Schweiz (2:1); 2. Gruppenplatz
- 1964: Schweden (2:1), Niederlande (1:3); 3. Gruppenplatz
- 1965: Luxemburg (11:0), Griechenland (4:1); 1. Gruppenplatz; Tschechoslowakei (0:0), Niederlande (2:1), Ungarn (2:1); 5. Turnierplatz
- 1966: Niederlande (2:1), Schottland (0:1), Spanien (1:3); 3. Gruppenplatz
- 1967: Frankreich (0:1), Österreich (2:1), Ungarn (3:1); 3. Gruppenplatz
- 1968: Italien (2:1), Jugoslawien (0:1), Tschechoslowakei (1:3); 4. Gruppenplatz
- 1969: Bulgarien (0:1), Frankreich (0:1), Spanien (2:1); 2. Gruppenplatz
- 1970: Wales (3:2), Schweiz (2:1), Niederlande (1:2); 2. Gruppenplatz
- 1971: Tschechoslowakei (0:0), Griechenland (2:4), DDR (1:3); 4. Gruppenplatz
- 1972: Sowjetunion (4:0), Schottland (0:1), Ungarn (3:2); 1. Gruppenplatz; Spanien (2:2 S.n.E., HF); England (0:2, Finale); 2. Turnierplatz
- 1973: Norwegen (2:1), Rumänien (0:1), Italien (0:1); 3. Gruppenplatz
- 1974: Keine Turnierteilnahme; in der Qualifikation an Rumänien gescheitert
- 1975: DDR (3:1), Finnland (1:1), Sowjetunion (0:4); 3. Gruppenplatz
- 1976: Finnland (2:1), Frankreich (0:3), Tschechoslowakei (3:2); 2. Gruppenplatz
- 1977: Jugoslawien (2:1), Frankreich (0:0), Irland (1:1); 1. Gruppenplatz; Bulgarien (1:3, HF); Sowjetunion (2:7); 4. Turnierplatz
- 1978: Schottland (0:1), Italien (5:3), Portugal (0:1); 3. Gruppenplatz
- 1979: Malta (5:0), Tschechoslowakei (0:2), England (0:2); 3. Gruppenplatz
- 1980: Polen (2:3), Finnland (6:2), Rumänien (0:1); 3. Gruppenplatz[15]

#### 1954 und 1972 Endspielteilnahmen der DFB-Teams
- 1954: Im Jahr der Fußball-Weltmeisterschaft 1954 in der Schweiz (16. Juni bis 4. Juli) war der DFB im April Gastgeber des FIFA-Turniers. Die deutsche Mannschaft trat in der Gruppenphase in Wuppertal, Bonn, Hagen und Gelsenkirchen gegen die Konkurrenten aus dem Saarland (6:1), Nordirland (6:1), Ungarn (2:0) und England (2:2) an und errang den ersten Platz. In der Vorschlussrunde gab es am 17. April in Gelsenkirchen gegen die Türkei einen 2:1-Sieg und damit stand das Team um Torjäger Uwe Seeler im Finale. Das Endspiel fand am 19. April in Köln gegen Spanien statt. Das Spiel endete 2:2 unentschieden nach Verlängerung. Uwe Seeler hatte mit zwei Treffern sein Turnierkonto auf 12 Treffer ausgebaut. Spanien wurde durch das „bessere“ Torverhältnis nach dem Divisionsverfahren aus dem Halbfinale (1:0-Sieg gegen Argentinien) zum Turniersieger erklärt.

Die DFB-Elf bestritt in folgender Formation das Finale:
Eglin; Hoffmann, Schmidt; Mecke, Jäger, Nuber; Wagner, Habig, Seeler, Muhl, Simmer
Im Verlauf des Turniers waren auch noch Torhüter Wels und die Feldspieler Örgel, Reichmann, Stothfang, Landerer und Gullasch zum Einsatz gekommen.
- 1972: Im Jahr der Fußball-Europameisterschaft 1972 in Belgien (14. bis 18. Juni) fand das UEFA-Juniorenturnier im Mai in Spanien statt. Herbert Widmayer, der verantwortliche DFB-Juniorentrainer, hatte für das Turnier folgendes Aufgebot nominiert:

Helmut Roleder, Harald Schumacher, Karl-Heinz Körbel, Herbert Hein, Friedhelm Schwarze, Kurt Eigl, Werner Schneider (für den verletzten Peter Hidien), Wolfgang Kraus, Rainer Blechschmidt, Bernhard Dürnberger, Heinz-Dieter Kaster (später Dieter Müller), Ronald Worm, Georg Bosbach, Peter Krobbach, Günter Selke und Herbert Neumann.
Zum Auftakt des 25. Turniers errangen die Widmayer-Schützlinge am 13. Mai in Valencia einen 4:0-Sieg gegen die favorisierte Elf der UdSSR. Linksaußen Bernd Dürnberger vom ESV Freilassing erzielte alle vier Tore für die Mannschaft von Spielführer Wolfgang Kraus. Das zweite Gruppenspiel am 15. Mai in Castellon wurde aber mit 0:1 Toren gegen Schottland verloren. Vier Minuten vor dem Spielende hatte Torhüter Roleder einen weiten Flankenball unterlaufen und Stürmer Burns von Birmingham City hatte in hoch ins lange Eck geköpft. Das letzte Gruppenspiel am 17. Mai in Gandia gegen Ungarn brachte die Entscheidung. Nach Toren von Ronald Worm (2) und Günter Selke setzte sich die deutsche Mannschaft mit 3:2 Treffern durch und belegte punktgleich (alle drei Teams wiesen 4:2 Punkte auf) mit Schottland und Ungarn, dank des besseren Torverhältnisses, den ersten Rang. Im Halbfinale traf die Mannschaft dann am 20. Mai in Barcelona auf den Gastgeber Spanien, der sich in der Gruppe D gegen Italien, Rumänien und Malta durchgesetzt hatte. Dürnberger brachte zwar bereits in der ersten Spielminute das DFB-Team mit 1:0 in Führung, aber der Turnier-Gastgeber ging in der 51. Spielminute durch Botella mit 2:1 in Führung. Mittelstürmer Kaster glückte in der 65. Minute der 2:2-Ausgleichstreffer nach Doppelpass mit Worm. Da es auch in der Verlängerung beim 2:2 blieb, musste durch ein Elfmeterschießen der Finaleinzug ermittelt werden. Alle deutschen Schützen – Dürnberger, Eigl, Krobbach, Blechschmidt, Körbel – verwandelten und Torhüter Roldeder zeichnete sich gegen die spanischen Elfmeterschützen aus und damit endete die Elferentscheidung mit 5:3 für Deutschland. Zwei Tage später, am 22. Mai, war den deutschen Nachwuchsspielern aber der Kräfteverschleiß im Finale gegen den Titelverteidiger England anzumerken. Vor 20.000 Zuschauern setzten sich in Barcelona die Engländer durch Treffer von Thompson und Buckley mit 2:0 Toren durch und die DFB-Elf musste sich mit dem zweiten Platz begnügen. Trainer Widmayer bezeichnete am Ende seiner DFB-Tätigkeit diesen Jahrgang 1953/54 als den Besten in seiner Amtsperiode.
Die deutsche Endspielformation am 22. Mai 1972 in Barcelona:
Roleder; Blechschmidt, Krobbach, Körbel, Bosbach; Kraus, Worm, Eigl; Selke (63. Werner Schneider), Kaster, Dürnberger

## Turnierteilnahme des DDR-Fußballverbandes (DFV)
Der Fußballsport der DDR wurde bis 1958 von der Sektion Fußball des Deutschen Sportausschusses organisiert. 1952 wurde die Sektion Fußball in die FIFA aufgenommen und gehörte 1954 zu den Gründungsmitgliedern der UEFA. In diesem Jahr beteiligte sich die DDR erstmals am Junioren-Turnier. 1958 wurde anstelle der Sektion Fußball der Deutsche Fußball-Verband DFV gegründet.
Die DDR war bei 18 der 33 Wettbewerbe beteiligt und richtete 1969 und 1980 das Turnier selbst aus. 1964 wurde die DFV-Mannschaft an der Turnier-Teilnahme gehindert, da das Allied Travel Office der NATO die Ausgabe von Visa für die Niederlande verweigerte, eine Spätfolge des Berliner Mauerbaus und der daraus resultierenden Sanktionen. Betroffen waren unter anderem die später erfolgreichen Spieler wie Jürgen Croy, Harald Irmscher, Wolfgang Seguin und Manfred Zapf.
1965 und 1970 ging die DFV-Mannschaft als Sieger aus dem Turnier hervor. Hinzu kommen zwei 2. Plätze (1969, 1973) und ein 3. Platz (1971). Für die DDR-Sportführung hatte das Turnier wie alle internationalen Wettkämpfe der populären Sportarten im Kampf um die staatliche Anerkennung eine besondere Bedeutung. Daher erfuhr die Juniorennationalmannschaft mit zunehmender Dauer besondere Unterstützung. So wurde 1968/69 parallel zur DDR-Oberliga eine Juniorenoberliga eingerichtet. Außerdem wurden im Rahmen der Talentesichtung veranlagte Jugendspieler zu den Fußballclubs delegiert. Dies ging in nahezu allen Fällen mit einer sportartspezifischen Ausbildung auf den Kinder- und Jugendsportschuleen des Landes Hand in Hand. Des Weiteren wurden beispielsweise mit Rudolf Krause und Bernd Stange erfolgreiche Trainer für die Juniorenauswahl eingesetzt.
Aus den DFV-Turniermannschaften gingen zahlreiche spätere DDR-Nationalspieler hervor, darunter Joachim Streich (102 A-Länderspiele), Hans-Jürgen Dörner (100), Peter Ducke (68) und Jürgen Sparwasser (53).

### Turnierspieler der DFV-Mannschaften
Folgende Spieler, die später in der DDR-Oberliga und in der Nationalmannschaft erfolgreich waren, nahmen an den Turnieren teil (in Klammern Oberligaspiele/Länderspiele):
- 1954: Hilmar Ahnert (213), Horst Kohle (138/1), Peter Kalinke (231/7), Hans-Joachim Otto (138)
- 1955: keine Teilnahme, da die Regierung unter Ministerpräsident Mario Scelba die Einreise nach Italien verweigerte[19]
- 1956: Harald Fritzsche (Tor, 182/8); Konrad Dorner (141/2), Waldemar Mühlbächer (218/17), Hermann Stöcker (185/6), Albrecht Strohmeyer (206), Harald Wehner (259/1)
- 1957: Werner Drews (268/2), Dieter Erler (290/47), Werner Gase (177), Wilfried Klingbiel (156/6), Günter Kubisch (237/1), Heinz Marx (223), Klaus Schwanke (81), Albert Strohmeyer, Harald Wehner
- 1958: Jürgen Heinsch (Tor, 176/7), Horst Weigang (Tor, 234/12); Bernd Bauchspieß (264/1), Werner Drews, Werner Gase, Dieter Lange (203), Heinz Marx, Werner Okupniak (97)
- 1959: Horst Weigang (Tor); Wolfgang Barthels (221/2), Manfred Geisler (318/15), Helmut Hergesell (200), Rainer Nachtigall (159/11), Jürgen Nöldner (285/30), Horst Walter (179/1)
- 1960: Hans-Georg Moldenhauer (Tor, 111); Peter Ducke (352/68), Peter Gießner (313), Manfred Kupferschmied (127), Herbert Pankau (257/25), Gerhard Prautzsch (92), Arno Zerbe (242/1)
- 1961 keine Teilnahme
- 1962: Freimuth Bott (Tor, 95); Jörg Ohm (111), Peter Ukrow (4), Hans-Jürgen Naumann (165/1), Michael Polywka (27 OL, 99 Bundesliga), Hartmut Rentzsch (247), Wolfgang Wruck (135/6), Günter Queck (47)
- 1963: keine Teilnahme
- 1964: keine Teilnahme, da das West-Berliner Travel Office die Einreise in die Niederlande verweigerte[20]
- 1965: Die DDR wurde Turniersieger; das Finale im Essener Grugastadion am 25. April wurde mit 3:2 gegen England gewonnen. Es spielte folgende Elf:

Jürgen Croy (372/94) – Frank-Rainer Withulz (149), Peter Sykora (138), Volker Benes (3) – Peter Müller (268), Roland Krauß (58) – Rainer Schlutter (235/5), Hans-Jürgen Kreische (234/50), Jürgen Sparwasser (271/53), Klaus-Peter Stein (68), Roland Nowotny (223); in den Vorrundenspielen: Manfred Lienemann (143)
- 1966: Ulrich Schulze (Tor, 152/1), Gerd Brunner (75), Frank Ganzera (133/13), Dieter Leuschner (145), Roland Nowotny, Jürgen Sparwasser, Detlef Weber (78), Frank-Rainer Withulz
- 1967: Dieter Schneider (Tor, 279/3), Franz Egel (248), Gerhard Brümmer (77), Ludwig Posorski (15), Manfred Briebach (3), Ralf Schulenberg (131/3), Harald Schütze (183/1), Gotthard Zölfl (14)
- 1968: Dieter Schneider, Detlef Enge (91), Lothar Kurbjuweit (357/66), Erhard Mosert (91/1), Frank Weiße (11), Volkmar Neubert (82), Hartmut Rauschenbach (114), Peter Rohde (160), Gerd Schellenberg (320/3), Gotthard Zölfl
- 1969 (2. Platz): Jürgen Achtel, Detlef Enge, Hans-Jürgen Dörner, Lothar Kurbjuweit, Dietmar Labes (113), Joachim Müller, Eberhard Mosert, Jürgen Pommerenke (301/57), Joachim Streich, Konrad Weise, Gotthard Zölfl
- 1970 wurde die DDR zum zweiten Mal Turniersieger. Folgende Mannschaft gewann am 23. Mai in Glasgow nach einem 1:1 gegen die Niederlande und Losentscheid:

Bernd Jakubowski (Tor, 219) – Albert Krebs – Detlef Enge, Konrad Weise, Wolfgang Filohn (48) – Gerd Kische (181/63), Jürgen Pommerenke (Frank Richter, 133/7), Joachim Fritsche (278/14), Reinhard Häfner (391/58) – Klaus Decker (278/3; Rainer Rohde, 134), Joachim Müller; in den Vorrundenspielen: Waldemar Köppe (70), Wolfgang Schmidt (269)
- 1971 (3. Platz): Bernd Jakubowski (Tor); Wolfgang Altmann (325), Waldemar Köppe, Eckart Märzke (153), Klaus Müller (100/2), Jürgen Pommerenke, Detlef Robitzsch (140), Udo Schmuck (236/7), Rüdiger Schnuphase (320/45), Axel Tyll (233/4)
- 1972 nicht qualifiziert
- 1973 (2. Platz): Lothar Hause (281/9), Martin Hoffmann (256/66), Dieter Kühn (294/13), Detlef Raugust (226/3), Hans-Jürgen Riediger (193/41), Andreas Roth (196), Hartmut Schade (198/31), Klaus Schröder (152), Gerd Weber (156/35), Eckardt Alms (2), Mathias Donix (4), Eckhardt Kreutzer (97), Hartmut Krüger (1)
- 1974: Gert Brauer (270/4), Lutz Eigendorf (100 OL/6, dazu 61 Bundesliga), Lothar Hause, Wolfgang Ihle (178), Roland Jüngling (119), Hans-Jürgen Kinne (177), Uwe Grüning (19), Dieter Kühn, Michael Mischinger (181), Hans-Jürgen Riediger, Andreas Roth, Gerd Weber
- 1975: Frank Eitemüller (178), Martin Iffarth (233), Andreas Bornschein (80/1), Roland Jüngling, Jörg Klimpel (60), Norbert Nachtweih (35 OL, dazu 325 Bundesliga), Burkhard Pingel (159), Norbert Trieloff (281/18), Andreas Treske (71), Uwe Grüning, Ulrich Oevermann (92), Reinhard Schwerdtner (60)
- 1976: nicht qualifiziert
- 1977: nicht qualifiziert
- 1978: nicht qualifiziert
- 1979: nicht qualifiziert
- 1980: Uwe Bredow (194), Peter Englisch (25), Rainer Ernst (203/56), Falko Götz (40 OL, dazu 242 Bundesliga), Damian Halata (267/4), Andreas Rath (57), Lutz Radtke (100), Frank Rillich (112), Carsten Sänger (225/16), Gerd Seifert (106), Andreas Zachhuber (67)

Jürgen Pommerenke hat in drei Turnierteilnahmen in Folge mit der DFV-Mannschaft den Podestplatz erreicht: 1969 den 2., 1970 den 1. und 1971 den 3. Platz. Im UEFA-Jubiläumsbuch aus dem Jahr 1973 wird er damit als alleiniger Rekordhalter aufgeführt.

### Turnierspiele der DFV-Mannschaften
| Datum                                                | Spielort         | Gegner           | Resultat |
| 1954 in der BR Deutschland                           |                  |                  |          |
| 11. April                                            | Neukirchen-Vluyn | Frankreich       | 3:1      |
| 14. April                                            | Aachen           | Argentinien      | 0:2      |
| 15. April                                            | Herzogenrath     | Niederlande      | 1:1      |
| 18. April                                            | Neuwied          | Jugoslawien      | 1:3      |
| 20. April                                            | Euskirchen       | Belgien          | 3:2      |
| 1956 in Ungarn                                       |                  |                  |          |
| 29. März                                             | Tatabánya        | Türkei           | 1:1      |
| 31. März                                             | Kecskemét        | Tschechoslowakei | 1:1      |
| 2. April                                             | Eger             | Griechenland     | 1:1      |
| 1957 in Spanien                                      |                  |                  |          |
| 14. April                                            | Gijón            | Italien          | 0:2      |
| 16. April                                            | Oviedo           | Türkei           | 1:2      |
| 1958 in Luxemburg, Frankreich und der BR Deutschland |                  |                  |          |
| 5. April                                             | Grevenmacher     | Luxemburg        | 3:1      |
| 7. April                                             | Neunkirchen      | England          | 0:1      |
| 9. April                                             | Luxemburg        | Spanien          | 1:2      |
| 1959 in Bulgarien                                    |                  |                  |          |
| 23. März                                             | Dimitrowgrad     | Frankreich       | 3:1      |
| 31. März                                             | Tschirwan        | Tschechoslowakei | 0:1      |
| 2. April                                             | Plowdiw          | Polen            | 5:1      |
| 4. April                                             | Sofia            | Bulgarien        | 0:3      |
| Kleines Finale                                       |                  |                  |          |
| 6. April                                             | Sofia            | Ungarn           | 1:6      |
| 1960 in Österreich                                   |                  |                  |          |
| 16. April                                            | Wien             | Ungarn           | 0:2      |
| 18. April                                            | St. Pölten       | Türkei           | 0:1      |
| 20. April                                            | Linz             | Deutschland      | 1:1      |
| 1962 in Rumänien                                     |                  |                  |          |
| 21. April                                            | Cluj             | Griechenland     | 3:2      |
| 23. April                                            | Cluj             | Tschechoslowakei | 1:3      |
| 25. April                                            | Cluj             | Sowjetunion      | 4:1      |
| 1965 in der BR Deutschland                           |                  |                  |          |
| 15. April                                            | Schwenningen     | Portugal         | 2:1      |
| 19. April                                            | Offenburg        | Österreich       | 7:0      |
| 21. April                                            | Rheydt           | Niederlande      | 3:0      |
| 23. April                                            | Oberhausen       | Tschechoslowakei | 2:1      |
| Finale                                               |                  |                  |          |
| 25. April                                            | Essen            | England          | 3:2      |
| 1966 in Jugoslawien                                  |                  |                  |          |
| 21. Mai                                              | Belgrad          | Bulgarien        | 1:1      |
| 23. Mai                                              | Vrac             | Jugoslawien      | 1:2      |
| 25. Mai                                              | Kragujevac       | Portugal         | 0:2      |

| Datum                                        | Spielort        | Gegner           | Resultat      |
| 1967 in der Türkei                           |                 |                  |               |
| 5. Mai                                       | Ankara          | Türkei           | 0:1           |
| 7. Mai                                       | Bolu            | Sowjetunion      | 0:0           |
| 9. Mai                                       | Ankara          | Schweden         | 2:1           |
| 1968 in Frankreich                           |                 |                  |               |
| 7. April                                     | Toulon          | Griechenland     | 1:1           |
| 9. April                                     | Monaco          | Ungarn           | 1:4           |
| 11. April                                    | Toulon          | Frankreich       | 3:4           |
| 1969 in der DDR                              |                 |                  |               |
| 18. Mai                                      | Karl-Marx-Stadt | Tschechoslowakei | 1:0           |
| 20. Mai                                      | Halle           | Malta            | 10:0          |
| 22. Mai                                      | Magdeburg       | England          | 4:0           |
| 24. Mai                                      | Karl-Marx-Stadt | Schottland       | 2:1           |
| Finale                                       |                 |                  |               |
| 26. Mai                                      | Leipzig         | Bulgarien        | 1:1           |
| nach Verlängerung Losentscheid für Bulgarien |                 |                  |               |
| 1970 in Schottland                           |                 |                  |               |
| 16. Mai                                      | Falkirk         | Türkei           | 1:0           |
| 18. Mai                                      | Falkirk         | Belgien          | 2:0           |
| 20. Mai                                      | Edinburgh       | Rumänien         | 0:0           |
| 23. Mai                                      | Ayr             | Frankreich       | 1:1*          |
| Finale                                       |                 |                  |               |
| 25. Mai                                      | Glasgow         | Niederlande      | 1:1*          |
| *nach Verlängerung Losentscheid für die DDR  |                 |                  |               |
| 1971 in der Tschechoslowakei                 |                 |                  |               |
| 22. Mai                                      | Ostrau          | Griechenland     | 5:1           |
| 24. Mai                                      | Vsetín          | Tschechoslowakei | 2:2           |
| 26. Mai                                      | Veseli          | Deutschland      | 3:1           |
| 28. Mai                                      | Prag            | Portugal         | 1:2           |
| Kleines Finale                               |                 |                  |               |
| 30. Mai                                      | Prag            | Sowjetunion      | 1:1 5:1 n. E. |
| 1973 in Italien                              |                 |                  |               |
| 31. Mai                                      | Montecatini     | Österreich       | 1:1           |
| 2. Juni                                      | Lucca           | Schottland       | 3:1           |
| 4. Juni                                      | Pistola         | Tschechoslowakei | 3:2           |
| 7. Juni                                      | Montecatini     | Bulgarien        | 1:0           |
| Finale                                       |                 |                  |               |
| 10. Juni                                     | Florenz         | England          | 2:3 n. V.     |
| 1974 in Schweden                             |                 |                  |               |
| 22. Mai                                      | Ystad           | Polen            | 1:0           |
| 24. Mai                                      | Sjöbö           | Jugoslawien      | 0:1           |
| 26. Mai                                      | Ystad           | Türkei           | 2:0           |
| 1975 in der Schweiz                          |                 |                  |               |
| 9. Mai                                       | Wettingen       | Deutschland      | 1:3           |
| 11. Mai                                      | Baden           | Sowjetunion      | 1:0           |
| 13. Mai                                      | Aarau           | Finnland         | 1:1           |
| 1980 in der DDR                              |                 |                  |               |
| 18. Mai                                      | Weißenfels      | Bulgarien        | 0:1           |
| 20. Mai                                      | Torgau          | Frankreich       | 2:0           |
| 22. Mai                                      | Magdeburg       | Niederlande      | 0:0           |

## Turnierspieler weiterer Teilnehmerländer
- Belgien:

Dritter 1948: Robert Maertens (Antwerp FC), Marcel Dries (Berchem Sport), Henri Coppens (Beerschot AC); Gesamt-Aufgebot liegt bisher nicht vor
Dritter 1949: Henri Thellin (Standard Liege); Gesamt-Aufgebot liegt bisher nicht vor
Dritter 1951: Aufgebot liegt bisher nicht vor
Zweiter 1952: Aufgebot liegt bisher nicht vor
Erster 1977: Ronny Martens (RSC Anderlecht) und Eddy Voordeckers (KFC Diest) erzielten im Finale die Tore zum 2:1-Sieg gegen Bulgarien
Weitere Spieler die im Seniorenbereich zu Auswahleinsätzen kamen: Pierre Hanon (1953; Anderlechtois), Guillaume Raskin (1954; Patria Tongeren), Jean Nicolay (1955; Standard Liege), Joseph Jurion (1955; Anderlechtois), Marcel Paeschen (1955; Standard Liege), Jean Trappeniers (1960; Anderlechtois), Paul Van Himst (1960; Anderlechtois), Roger Claessen (1960; Standard Liege), Wilfried Puis (1960; Anderlechtois), Raoul Lambert (1963; RFC Brugeois), Nicolas Dewalque (1964; Standard Liege), Leon Jeck (1965; Standard Liege)
- Bulgarien:

Erster 1959: Nedeltscho Radev, Toschko Georgiev, Georgi Grigorov, Dimitar Manasiev, Rumentscho Goranov, Ivan Simeonov, Stefan Parvanov, Slavtscho Stoilov, Michailov, Krasimir Borisov, Georgi Denev, Pavel Panov, Georgi Iliev, Plamen Yankof, Damjan Georgiev
Vierter 1963: Aufgebot liegt bisher nicht vor
Vierter 1968: Pavel Panov; Gesamt-Aufgebot liegt bisher nicht vor
Erster 1969: Aufgebot liegt bisher nicht vor
Vierter 1973: Aufgebot liegt bisher nicht vor
Erster 1974: Kostadinow; Kasserow, Entschew, Mitow, Ilijew; Isakidis, Sdrawkow, Todorow; Manolow, Metodijew, Jontschew
Zweiter 1977: Aufgebot liegt bisher nicht vor
Zweiter 1979: Tenew; Dawidkow, Georgijew, Blangew, Grekow; Sadakow, Naidenow (60. Kostow), Bezinski; Dragolow (60. Iwanow), Kurdow, Eranossian
Weitere Spieler die im Seniorenbereich zu Auswahleinsätzen kamen: Dimitar Yakimov (1959); Georgi Asparuchow, Dobromir Jetchev, Alexander Schalamanov (1960); Petar Jekov, Stoyan Yordanov (1962); Atanas Michailov (1966, 1967); Bojil Kolev (1967); Pavel Panov (1968)
- England:

- Siegermannschaften der Jahre 1948, 1963, 1964, 1971–1973, 1975, 1980 –
1948: Maurice Moorcroft; Donald Toase, George Rankin; Roy Saunders, Albert Leake, H. Dodkins; Dennis Brickley, E. Morris, N. Darwin, Keith Bannister, Phil Giles
1963: John Cowen; Leonard Badger, Bernard Shaw; Tommy Smith, Lew Chatterley, Ron Harris; Graham French, Jon Sammels (Arsenal), George Jones (Bury), John Sissons, Ray Whittaker, David Pleat (Nottingham), Martin Britt (West Ham Utd), David Roper (Bradford City), John Charles (West Ham Utd), David Sadler (Manchester Utd)
1964: Peter Springett; Mick Wright, Bobby Noble; Howard Kendall, Barrie Wright, John Hollins; Harry Redknapp, Peter Knowles, David Sadler, John Sissons, Don Rogers
1971: Ron Tilsed; Alan Dugdale, Mike Dillon; Bobby Parker, Don Shanks, Mick McGuire; Martyn Busby, John Ayris, Trevor Francis, Peter Eastoe, Steve Daley, J. M. McDonagh, J. T. Watson, M. G. Munro, Paul Bradshaw, T. Philipps
1972: Graham Moseley; John Gidman, Alan Lewis; Kevin Beattie, Kevin Lock, Mick Buckley; Paul Bradshaw, Trevor Francis, Steve Cammack, Phil Thompson, Alan Green, B. Little, B. Siddall, P. Thompson, J. Impey
1973: Barry Siddall; John McLaughlin, Alan Lewis, Steve Powell, Keeley, John Peddelty, Tony Morley (Steve Phillips), Brian Hornsby, Ray Hankin (John Impey), David Price, Barry Donaghy
1975: John Middleton; Smith, John Sparrow, Ray Wilkins, Steve Wicks, Bryan Robson, Mark Nightingale (Alan Curbishley), John Trewick (Tommy Langley), Keith Bertschin, Glenn Hoddle, Peter Barnes
1980: Mark Kendall, Neil Banfield, David Barnes, Andy Peake (Terry Gibson), Tommy Caton, Steve MacKenzie, Terry Connor (Tommy English), Mark Hateley, Gary Mabbutt, Clive Allen (?), Colin Pates
Zweiter 1965: Barnett; Wright, Burkett; Glover, Bill Brindley, Smith; Morgan, Bond, Peter Osgood, Vincent, Allen
Turnierspieler 1967: Peter Shilton, Brian Kidd
Dritter 1979: John Lukic (Leeds United); Bruce (Gillingham), Ormsby (Aston Villa), Dennis (Birmingham City), James (Portsmouth); Steve MacKenzie (Crystal Palace), Proctor (Middlesbrough), Paul Allen (West Ham United); Burke (Nottingham)/71.: Buchanan (Leicester), McDermot (Arsenal), Shaw (Aston Villa)/ 60.: Clive Allen (Queens Park Rangers)
Turnierspieler 1954: Torhüter: Gerry Cakebread (Middlesex) A. Leeke (Worcestershire) Abwehr: Colin Platts (Leicestershire) I. Hillston (Liverpool) L. Garnett (London) Läuferreihe: Bobby Campbell (Liverpool) K. Higgs (Staffordshire) Colin Osmond (Hampshire) Derek Lampe (Middlesex) Wilf McGuinness (Manchester) Mickey Lill (Essex) Sturm: R. Wootton (Essex) Glyn Jones (Sheffield und Hallamshire) A. Grey (Bedfordshire) N. Rucker (Manchester) Tony Barton (Middlesex) Jackie Keeley (Liverpool) B. Jarrold (Kent)
- Finnland:

1974: Isohno; Naaskivi, Loustarinen, Paulainen, Vaitinen; Rasanen, Rosenberg, Rautemaa; Lapalainen, Tupasela, Pyykka, Mordman
Zweiter 1975: Peter Lindholm, Valtanen (Tor); Matti Koskinen, Laamanen, Matti Lahtinen, Vesa Pulliainen, Jarmo Ilola (Abwehr); Lappalainen, Antti Ronkainen, Arto Uimonen, Kurkela, Heikki Ropponen (Mittelfeld); Heinonen, Leo Houtsonen, Islmail, Harri Lindholm, Petri Uimonen (Angriff)
- Frankreich:

Auch in Frankreich war das Turnier bereits seit der ersten Teilnahme (1949) eine geeignete „Bühne“, auf der sich Nachwuchsspieler präsentieren und für Profivereine empfehlen konnten, wenn sie bis dahin noch in der Jugendmannschaft eines Amateurklubs spielten. Etwa seit Mitte der 1960er und speziell seit der landesweiten Einführung von für Profivereine verpflichtenden Ausbildungszentren in den 1970er Jahren ging die Zahl von A-Jugend-Nationalspielern aus solchen „kleinen Klubs“ wie ES Bully, ES Piennes, US Auchel, SO Pont-de-Chéruy oder ASCA Wittelsheim nahezu auf Null zurück.
Bei den erfolgreichsten Turnierteilnahmen der Franzosen standen die nachfolgend genannten Spieler im jeweiligen Aufgebot, wobei Spieler mit Vornamensangabe später Einsätze in der höchsten französischen Division hatten. Nur dann, wenn sie auch verlinkt sind, haben sie eine dreistellige Anzahl davon absolviert, oder sie standen in einem Endspiel um die Coupe de France; spätere A-Nationalspieler sind zusätzlich durch ein hochgestelltes (N) markiert.
Sieger 1949: Jean Beraudo (Cannes), Antoine Bonifaci(N) (Nizza), Pierre Boulet (RC Paris), Capton (Trouville), Flament (Lille), Jacques Foix(N) (Mont-de-Marsan), Fournet-Fayard (Pont-de-Chéruy), Guhel (Angers), Jean-Claude Kuhnapfel (Metz), Francis Méano(N) (Aix), Joseph Piatek (Lille), Salvadeo (Épernay), René Sergent (CA Paris), Vigier (RC Paris), Jean Vincent(N) (Auchel)
Zweiter 1950: Pierre Bernard(N) (Castres), Antoine Bonifaci(N) (Nizza), Stéphane Bruey(N) (RC Paris), Louis Carra (RC Paris), Gérard Coutant (Stade Français Paris), Bernard Delcampe (Reims), Fournet-Fayard (Pont-de-Chéruy), Raoul Giraudo (Aix), Pierre Grillet(N) (Orange), Guhel (Angers), Michel Leblond(N) (Reims), Toussaint Léandri (Cannes), Pérou (Reims), Jacques Rousseau (Angers), Jean Saupin (Angers)
Dritter 1957: Robert Herbin(N) (Cavigal Nizza), Daniel Éon(N) (Nantes), Paul Sauvage(N) (Guéret), Arbousset (Nîmes), Régis Bruneton (Marseille), Silvio Croci (Piennes), Émile Deplanque (Avion), Denis Devaux(N) (Besançon), Jean Giovanelli (Marseille), Arnoldo Granella (Nizza), Michel Lafranceschina (Grenoble), Marcel Leborgne (Lyon), Malard (RC Paris), Paul Sadat (RC Paris), Michel Sénéchal (Bruay), Jean-Pierre Turci (Giraumont), Vendeman (Stade Français Paris), Ziack (Longwy)
Dritter 1958: Émile Deplanque (Lens), Alain Dessons (Chalon-sur-Saône), Kakiel (Wittelsheim), Rigolet (RC Paris), Jean Deloffre(N) (Lens), Jean-Pierre Destrumelle (Rouen), Bernard Stakowiak (Bully), Robert oder Jean-Pierre Verdier (RC Paris), Robert Bérard (Aix), Jean Djorkaeff(N) (Lyon), Philippe Poulain (Rouen), Marcel Leborgne (Lyon), Gilbert Oster (Strasbourg), Claude Dubaële (Reims), Giocomi (Nizza), Jean Grabowski (Lens)
Zweiter 1968: Daniel Bernard (Saint-Étienne), Amalberti (Cannes), Alain Jeanton (Besançon), Alain Rizzo (Nizza), Éric Lhôte (Henin-Liétard), Serge Chiesa(N) (Montferrand), Daniel Leclercq (Valenciennes), Patrick Parizon(N) (Saint-Étienne), André Guttierez (Sochaux), Philippe Goubet (Bordeaux), Christian Dalger(N) (Toulon), Jean-François Jodar(N) (Reims), Hugues Buffat (Monaco), Serge Dellamore (Sedan), Alain Maccagno (Marseille), Bernard Maccio (Monaco)
Vierter 1970: Jean-Paul Bertrand-Demanes(N) (Nantes), Gérard Gili (Marseille), Bernard Boissier(N) (Nîmes), Bernard Gardon(N) (Nantes), Louis Becker (Pierrots Strasbourg), Antoine Gianquinto (Lille), François Bracci(N) (Marseille), Raymond Domenech(N) (Lyon), Claude Arribas (Nantes), Pierre Neubert (Valenciennes), Alain Giresse(N) (Bordeaux), Jean-Marc Giachetti (Valenciennes), Gilbert Carrié (Rouen), Jacques Santini (Saint-Étienne), Christian Sarramagna(N) (Saint-Étienne), Dahmane (Mulhouse)
Vierter 1976: Dominique Leclerc (Lens), Michel Ettore (Metz), Daniel Nicoud (Nizza), Jean-Marc Pilorget (Paris SG), Victorio Mastroïanni (Lens), Claude Reder (Strasbourg), André Barral (Monaco), Félix Lacuesta (Saint-Étienne), Philippe Jeannol (Nancy), Thierry Tusseau(N) (Nantes), Baptiste Gentili (Nizza), Moussa Bezaz (Sochaux), Dominique Bortolotti (Troyes), Thierry Meyer (Sochaux), Guy Mauffroy (Reims), Bernard Zénier(N) (Metz)
Vierter 1979: Marc Lévy, José Anigo, Didier Heymann, Christian Zajaczkowski, Jacky Bonnevay, Lopez, William Ayache(N), Louis Marcialis, Jean-Claude Lemoult(N), Dominique Bijotat(N), José Touré(N), Yannick Stopyra(N), Gérard Buscher(N)
- Griechenland:

Georges Skrekis (1964, 1965), Spyros Pomonis (1965), D. Chatziioannoglou (1965), Charalambos Intzoglou (1967), Georges Karafeskos (1967), Demetra Synetopoulos (1967), Basile Moraitelis (1967), Georges Dedes (1967), Charis Grammos (1967), George Coudas (1967), Costas Papaioannou (1967), Basile Constandinou (1967, 1968), Georges Vlachos (1967, 1968), Athanase Angelis (1967, 1968), Costas Athanasopoulos (1967, 1968), Costas Eletherakis (1967, 1968), Georges Delikaris (1967, 1968), Stavros Sarafis (1967, 1968), Anthimos Kapsis (1968), Stefanos Theodoridis (1968, 1970), Jean Gounaris (1968, 1970), Georges Fakis (1970)
- Irland:

Paddy Mulligan (FC Chelsea), Turlough O’Connor (Dundalk FC), Ray Treacy (Charlton Athletic), Eamonn Rogers (Charlton Athletic), Jimmy Conway (FC Fulham)
- Island:

1974: Magnusson; Thordarsson, Gudmonsson, Gudlagusson, Valgerisson; Eliasson, Sveinsson, Kristifinsson, Gislasson; Larusson, Bjornsson, Thomasson
- Italien:

Veranstalter und Gruppensieger 1955: Recagno, Ghirardello, Gino Stacchini, Selvi, Castellazzi, Benedetti, Baccari, Caglioni, Cometti, Danelon, Frateschi, Tosi, Carlo Mattrel, Pedemonte, Paolani, Macaccaro, Giorgio Bartolini
1956: Sergio Castelletti, Romano Fogli, Aristide Guarneri; Gesamt-Aufgebot liegt bisher nicht vor
Vierter 1957: Bruno Nicolè; Gesamt-Aufgebot liegt bisher nicht vor
Erster 1958: Enrico Albertosi, Selvi, Giovanni Galeone, Bruno Baveni, Bruno Bolchi, Rivara, Renna, Sandro Salvadore, Mario Corso, Cassani, Oltremari, Corazza, Carlo Volpi, Claudio Guglielmoni, Tommasini, Alberto Novelli, Mario Trebbi
Zweiter 1959: Pierluigi Cera, Giacinto Facchetti; Gesamt-Aufgebot liegt bisher nicht vor
1960: Giacinto Facchetti, Roberto Rosato; Gesamt-Aufgebot liegt bisher nicht vor
1961: Giancarlo De Sisti, Sandro Mazzola Gesamt-Aufgebot liegt bisher nicht vor
1962: Roberto Boninsegna; Gesamt-Aufgebot liegt bisher nicht vor
1963: Luigi Riva; Gesamt-Aufgebot liegt bisher nicht vor
Vierter 1965: Pierino Prati; Gesamt-Aufgebot liegt bisher nicht vor
Erster 1966: Adriano Zanier; Giovanni Botti, Fedele; Giorgio Vignando, Maurizio Turone, Sergio Santarini; Nevio Scala, Angelo Paina, Petrini, Russo, Vastini, Franzoni, Galuzzi, Cenci, Colletta, Massa, Bongiorrti, Selvi
Dritter 1973: Franco Tancredi; Graziano Bini, Michele De Nadai, Pier Giuseppe Mosti, Martin; Francesco Rocca, Agostino Di Bartolomei (55. Torresani), Donati; D’Amico, Claudio Desolati, Cesati (60. Chiarenza)
Dritter 1980: Aufgebot liegt bisher nicht vor
- Jugoslawien:

Erster 1951: Blagoja Vidinić, Stanić, Rora, Ninoslav Kapamadžija, Lazarevski, Perić, Radivoje Ognjanović, Milan Ljubenović, Miloš Milutinović, Dragoljub Župac, Luka Lipošinović
Zweiter 1953: Aufgebot liegt bisher nicht vor
Zweiter 1962: Poklepovic; Pavlovic, Kovacevic; Rasovic, Gracianin, Skrbic; Radosav, Milosavijesic, Kovac, Feric, Corn
Dritter 1966: Detailliertes Aufgebot liegt bisher nicht vor (u. a. Radomir Vukčević) 
Zweiter 1974: Vlak; Radelias, Vuikov (41. Janianin), Vraneć, Popović; Vavaković, Sestić, Salov; Krinciar, Jukić, Kostić
Zweiter 1978: Mrkun; Janković, Juricko, Milovanović, Rumora; Mehmed Baždarević (58. Smajić), Ivan Gudelj, Icin; Elzner, Stanic, Mlinarić
Erster 1979: Ivan Pudar; Caplijc, Bosko Djurovski, Lazić, Dzanić; Ivan Gudelj, Radulović, Mehmed Baždarević; Bogdanović (48. Stojance Zlatanovski), Zdravko Čakalić (70. Malinkovic), Senad Merdanović
- Niederlande:

Zweiter 1948: W.J. Hendriks; John Huguenin; Gesamt-Aufgebot liegt bisher nicht vor

Zweiter 1949: Rinus Bennaars, Jan Klaassens, Frits Louer; Gesamt-Aufgebot liegt bisher nicht vor

Dritter 1950: Rinus Bennaars, Hans Boskamp, Jan Klaassens, Piet van der Kuil, Frits Louer; Gesamt-Aufgebot liegt bisher nicht vor

1951: J. W. v. d. Hoek, Piet van der Kuil; Gesamt-Aufgebot liegt bisher nicht vor

1952: Toon Brusselers; Gesamt-Aufgebot liegt bisher nicht vor

1953: Jan Blom, Hans Kraay sr., Reinier Kreijermaat; Gesamt-Aufgebot liegt bisher nicht vor

1954: Piet Fransen, Hans Kraay sr., Gesamt-Aufgebot liegt bisher nicht vor

1957: F. Bouwmeester, Piet Romeijn, Piet de Vries; Gesamt-Aufgebot liegt bisher nicht vor

1958: F. Bouwmeester, Theo Laseroms, Piet Romeijn; Gesamt-Aufgebot liegt bisher nicht vor

1959: Peter van de Merwe; Gesamt-Aufgebot liegt bisher nicht vor

1960: Peter van de Merwe, Daan Schrijvers; Gesamt-Aufgebot liegt bisher nicht vor

1961: Piet Keizer, Tonny van Leeuwen; Gesamt-Aufgebot liegt bisher nicht vor

1962: Pim Doesburg, Piet Giesen, Henk Vriens, Henk Warnas; Gesamt-Aufgebot liegt bisher nicht vor

1963: Piet Giesen, Jan Klijnjan, Lambert Verdonk; Gesamt-Aufgebot liegt bisher nicht vor

1964: Willy van der Kuijlen; Gesamt-Aufgebot liegt bisher nicht vor

1965: Johan Cruyff, Wim Jansen, Willy van der Kuijlen; Gesamt-Aufgebot liegt bisher nicht vor

Zweiter 1970: C. Hildebrand, Teun Jan Jongens, D. Visser, L. Barth, Bert van Marwijk, Wim Rijsbergen, W. Mulder, Johnny Rep, Johan Neeskens, W. Bleyenberg, H. Eeden; René van de Kerkhof

Vierter 1980: Aufgebot liegt bisher nicht vor
- Nordirland:

1948: T. Casey, Billy Bingham
1949: Jimmy McIlroy
1951: Harry Gregg
1953: H. H. Barr, M. J. Hill
1954: S. Wilson
1955: D. Dougan, R. Braithwaite, J. Parke
1963: Pat Jennings, Sam Todd, Dave Clements, Vic McKinney, Eric Ross, John Napier, H.N. McCurley, M. McClelland, J.P. Nicholl, T. Corbett, Richie Warburton, Dennis Guy, Jim Stokes, Syd Patterson, T. McKeown, Shaun Dunlop
- Österreich:

Erster 1950: Sturm (Wienerberg); Kessler (Rapid), Kortenhof (WSC); Medveth (Vienna), Iglauer (Austria), Swoboda (Austria); Mühlböck (Vorwärts Steyr), Miessler (WSC), Wallner (Vienna), Baumgartner (Austria), Müllner (Simmering). Der einzige spätere A-Nationalspieler war Franz Swoboda, ansehnliche Erstligakarrieren machten auch Erich Medveth, Karl Miessler, Wilhelm Wallner und Leopold Baumgartner.
Zweiter 1951: Aufgebot liegt bisher nicht vor
Dritter 1952: Aufgebot liegt bisher nicht vor
Erster 1957: Kraushofer (Vienna); Osicka (Prater), Glechner (Rapid), Puffer (LASK); Nikischer (Wacker), Skocik (Rapid); Lahner (Vienna), Nemec (Helfort), Tautscher (Rosenthal), Öllerer (ASK Salzburg), Schilling (Admira). Drei spätere A-Internationale mit Walter Glechner, Walter Skocik und Horst Nemec. Erstligakarrieren machten auch Karl Nikischer, Johann Lahner und Norbert Schilling.
Vierter 1960: Zickbauer (Simmering), Kral (Austria), Reiter (Wr. Neustadt), Koller (SV Post Admira Linz), Vanura (VÖEST), Peter Vargo (Austria), Lenzinger (Rapid), Herzog (Wacker), Kumhofer (Rapid), Friedrich Rafreider (Dornbirn), Stark (Austria), Aust (Vienna), Krutz, Trieb
Weitere Turnierspieler die später A-Internationale wurden: Erich Hof (1953, 1954), Rudolf Flögel (1958), Gernot Fraydl (1958), Kurt Jara (1969)
- Portugal:

Dritter 1960: Aufgebot liegt bisher nicht vor
Erster 1961: Melo (Academica de Coimbra), Amandio (Club 2. Division), Carrico (Vitoria de Setubal), Nogueira, Oliveira Duarte (Academica de Coimbra), Moreira, Rui (FC Porto), Crispim (Academica de Coimbra) Serafim (Academica de Coimbra; vierfacher Torschütze im Finale), Nunes (Club 2. Division), António Simões (Benfica Lissabon), Peres (Sporting Lissabon)
Dritter 1964: Aufgebot liegt bisher nicht vor
Dritter 1968: Aufgebot liegt bisher nicht vor
Zweiter 1971: Fifalgo; Franque, Casquina (72. Almeida), Pereira, Jaime; Sheuttan, Alexandre (41. Rodolfo), Rui Jordão; Gregorio, Eurico, Armando
- Rumänien:

1955: Vasile Anghel (Voința Bukarest)
1956: Vasile Anghel (Voința Bukarest)
Vierter 1958: Aufgebot liegt bisher nicht vor
Zweiter 1960: Aufgebot liegt bisher nicht vor
Erster 1962: Vasile Suciu; Alexandru Pall, Aurel Măndoiu; Dumitru Popescu, Mircea Petescu, Constantin Jamaischi; C. Matei, Emil Dumitriu, Florea Voinea, László Gergely, Ion Haidu. Außerdem im Aufgebot: Stere Adamache, Sorin Avram – Trainer: Nicolae Dumitrescu und Gheorghe Ola
1974: Dumitru Moraru (Metalul Bukarest, Steaua Bukarest); Nicolae Negroiu (Rapid Bukarest, Automatica Alexandria), Cristian Boldici (Universitatea Craiova, Șoimii Sibiu), Viorel Popa (Liceul de fotbal Bacău, SC Bacău), Mario Agiu (Steaua „23 August“ Bukarest, Olimpia Satu Mare); Cornel Elisei (Liceul de fotbal Bacău, SC Bacău), Ionel Augustin (Dinamo Bukarest), Gheorghe Hurloi (Universitatea Cluj), Marin Sabău (Minerul Baia Mare), Mircea Leac (UTA Arad); Victor Pițurcă (Universitatea Craiova, Dinamo Slatina), Clement Șurenghin (Steaua „23 August“ Bukarest), Petre Grosu (Sportul Studențesc), Cristian Vrînceanu (Dinamo Bukarest) – Trainer: Constantin Ardeleanu und Vasile Zavoda
- Saarland:

1954: Fiedler, Emmel, Michler, Duhl, Nimsgern, Wilhelm, Klein, Remark, Ebert, Jakob, Vollmar, Zägel, Schmitt, Kresanski, Hartkorn.
- Schottland:

1963: Edward Colquhoun (Sheffield Utd), Robert Ferguson (West Ham Utd), George Graham (Arsenal), Peter Lorimer (Leeds Utd), Thomas MacLean (Glasgow Rangers)
1964: Robert Clark (Aberdeen), James McCalliog (Wolverhampton Wanderers)
1965: William Johnston (Glasgow Rangers), Francis Munro (Wolverhampton Wanderers)
1967: Martin Buchan (Aberdeen), William Carr (Coventry City), William Jardine (Glasgow Rangers)
1969: Alfred Conn (Glasgow Rangers), Thomas Craig (Sheffield Wednesday), Kenny Dalglish (Celtic), Asa Hartford (West Bromwich Albion), Edward Kelly (Arsenal), Keith McCrae (Motherwell)
1970: John Brownlie (Hibernian), Alan Rough (Partick Thistle)
Dritter 1974: Barklay; Burley, Dick, Dowie, Fowler; Gray, McAndrew, McNab; McCarty, O’Hara, Payne, Thomas
- Spanien:

Erster 1952: Garcia, Joaquin Basora, Duro, Jarque, Marguregui, Enrique Collar, Ventura, Uria, Caceres, Pegenaute, Roth, Campa
Vierter 1953: Aufgebot liegt bisher nicht vor
Erster 1954: Benito Joanet, Jaime Simo, Fernando Olivella, Juan Luis Arriola, Luis Munoz, Carlos Botana, Emilio Álvarez Sánchez, Jose Antonio Martin, Carlos Cela, Juan Allende, Vicente Polo
Zweiter 1957: Mendez, Valle, Meya, Lasa, Egea, Cantero, Vall, Pais, Balasch, Chuzo, Torre
Vierter 1961: Aufgebot liegt bisher nicht vor
Zweiter 1964: Rodri (Miguel Reina); Rivera, Diaz; Nando, Torrens, Dioni; Lavandera, Gonzalo, Marti, Antonio Ariete, Ramon
Vierter 1966: Aufgebot liegt bisher nicht vor
Vierter 1972: Jesus Zabala; Gesamt-Aufgebot liegt bisher nicht vor
Dritter 1976: Aufgebot liegt bisher nicht vor
Weitere Turnierspieler: Antonio Gento (1958), Jesus Glaria (1960), José Antonio Zaldúa (1960), Carles Rexach (1965), Juan Manuel Asensi (1967, 1968), Jose Antonio Barrios (1967)
- Tschechoslowakei:

Dritter 1962: Aufgebot liegt bisher nicht vor
Dritter 1963: Aufgebot liegt bisher nicht vor
Erster 1968: Miroslav Kovařík; Pavel Melichar, Šach, Hromádka, Vincent Němček (Semsch), Karel Ženíšek, Přemysl Bičovský, Vladimír Onufrák (Netrefa), Zdeněk Konečný, Juraj Řádek, Milan Albrecht – Trainer: Vladimír Mirka
- Türkei:

Dritter 1953: Seyfi Talay, Gökçen Dinçer, Günay Kayalar, Vedat Dömeke, Necdet Çoruh, Akgün Kaçmaz, Metin Erman, Ercan Ertuğ, Fikri Elma, Erol Topayan, Coşkun Taş, Kahraman Başar – Trainer: Cihat Arman
Vierter 1954: Varol Ürkmez, Tayyar Cavcav, Nihat Çapalar, Güngör Tetik, Ergun Ercins, Erol Topayan, Coşkun Dağlıoğlu, Metin Oktay, Yıldırak Daş, Ahmet Deniz, Ali Soydan, Orhan Erkmen, Güngör Salman, Yüksel Alkan, Necdet Elmasoğlu, Aydın Milli, Erdoğan Gürhan, Şeref Has – Trainer: Cihat Arman
Vierter 1962: Aufgebot liegt bisher nicht vor
Dritter 1967: Aufgebot liegt bisher nicht vor
Vierter 1975: Aufgebot liegt bisher nicht vor
- Ungarn:

Erster 1953: Irtasi, Monok, Bukovi, Hajdu, Szabo, Magymate, Istvan Szimcsak II, Kornyei, Lajos Tichy, Pal Varhidi, Tibor Pal, Domonkos, Karacsonyi, Balogh
Veranstalter und Gruppensieger 1956: Imre Matesz, Laszlo Povazsai
Dritter 1959: Flórián Albert, Iván Menczel (Olympiasieger 1968), Ernő Solymosi, Kálmán Sovari, Kálmán Ihász; Gesamtaufgebot liegt bisher nicht vor
Erster 1960: György Száger, Emil Künsztler (zwei Torhüter); Iván Menczel, László Kürtösi, Benö Káposzta, Kálmán Mészöly, Kálmán Ihász (Spielführer), Sándor Faliszek, Mihály Kékesi, Béla Nagy, János Farkas, József Krajcsi, Lajos Galambos, Arpád Gál, József Muzslai, Antal Dunai II.; Trainer: Sándor Kapocsi; Formation des Gruppenspiels am 18. April 1960 in St. Pölten gegen die DFB-Jugend (1:1) Künsztler; Menczel, Kürtösi; Káposzta, Kálmán Mészöly (61 Länderspiele, 1961–1971), Kálmán Ihász (27 Länderspiele, 1962–1969); Faliszek, Kékesi, Nagy, János Farkas (33 Länderspiele, 1961–1969), Krajcsi
Dritter 1975: Aufgebot liegt bisher nicht vor
Zweiter 1976: Kiss; Giron, Toma, Fejes, Mater; Farkas, Gyimesi, Porogi (54. Hegedüs); Tokar, Peter (58. Koroknai), Vincze
- UdSSR:

Erster 1966: O. Ivanov; G. Ianec, L. Morozov; Reso Tschochonelidse, Malchas Schergelaschwili, A. Teslev; V. Kurilov, G. Shalimov, B. Bektashev, M. Gershkovich, G. Nodia, S. Docenko, Y. Degtiarev, A. Chumakov, A. Grebnev, E. Liadin, R. Safarov
Erster 1967: L. Shmuts, A. Popov, A. Borovikov, Reso Tschochonelidse, Y. Patrikeev, P. Kandeladze, A. Tarosh, Y. Dektiarev, V. Dolbonosov, J. Kurkin, A. Avernianov, A. Masliaev, G. Nodia, N. Imolnikov, V. Kuznezov, V. Galushko
Dritter 1969: Aufgebot liegt bisher nicht vor
Vierter 1971: Aufgebot liegt bisher nicht vor
Erster 1976: Nowikow; Krjatschko, Parsadanjan, Bondarjew, Beresnow; Andrij Bal, Wolodymyr Bessonow, Witali Darasselia; Higujatulin (69. Aljukow), Hapsaliss, Nastaschew
Dritter 1977: Aufgebot liegt bisher nicht vor
Erster 1978: Tschanow; Januschewski, Schatschatrian, Golownia, Najdenko (41. Owtschinnikow); Dumanski, Olifirenko, Ponomarjew (63. Gallaba); Zubenko, Gurinowitsch, Taran